# Бартлетт, Роберт Абрам
Ро́берт А́брам Ба́ртлетт (англ. Robert Abram Bartlett; 15 августа 1875, Бригус, Колония Ньюфаундленд — 28 апреля 1946, Нью-Йорк, США) — американский полярный путешественник и мореплаватель канадского происхождения. Наиболее известен участием в достижении Северного полюса Робертом Пири.
«Капитан Боб» (англ. Captain Bob), как его назвал Роберт Пири, происходил из известного семейства ньюфаундлендских промысловиков; в гренландской экспедиции Пири 1898—1902 годов судном доставки «Виндворд» командовал его дядя, а сам Роберт служил первым помощником. Бартлетт был капитаном экспедиционного судна «Рузвельт» в экспедиции Пири 1905—1906 годов. Во время экспедиции 1908—1909 годов к Северному полюсу Бартлетт сопровождал санную группу Роберта Пири до 87°48' с. ш. В 1911 году капитан принял гражданство США. Также участвовал в Канадской экспедиции Вильялмура Стефанссона, после гибели флагманского судна «Карлук» спас часть экипажа, выбравшегося на остров Врангеля, хотя одиннадцать членов команды погибли.
После возвращения из Канадской экспедиции Бартлетт работал с бывшим ассистентом Пири Дональдом Макмилланом в Заливе Мелвилл. В 1926—1928 годах работал в трёх экспедициях Джорджа Патнэма в Гренландии и на Баффиновой Земле. С 1925 года владел собственной полярной шхуной «Эффи Моррисси», на которой совершил двадцать арктических плаваний, выполняя разнообразные работы по заказу Смитсоновского института, Института Карнеги, Американского музея естественной истории, Нью-Йоркского ботанического сада, Зоопарка Бронкса и других организаций. В 1941 году был приглашён американским правительством для разведки мест строительства и снабжения военных аэродромов в Гренландии и Канадском Арктическом архипелаге. За полвека морской деятельности совершил более сорока полярных путешествий, пережив около двенадцати кораблекрушений и трижды спасая команды судов, которыми командовал.
Заслуги Бартлетта как путешественника и опытного арктического штурмана были признаны Конгрессом США, Исследовательским клубом и географическими обществами двух континентов. Монографические биографии путешественника были выпущены в 1977 и 2018 годах.

## Становление

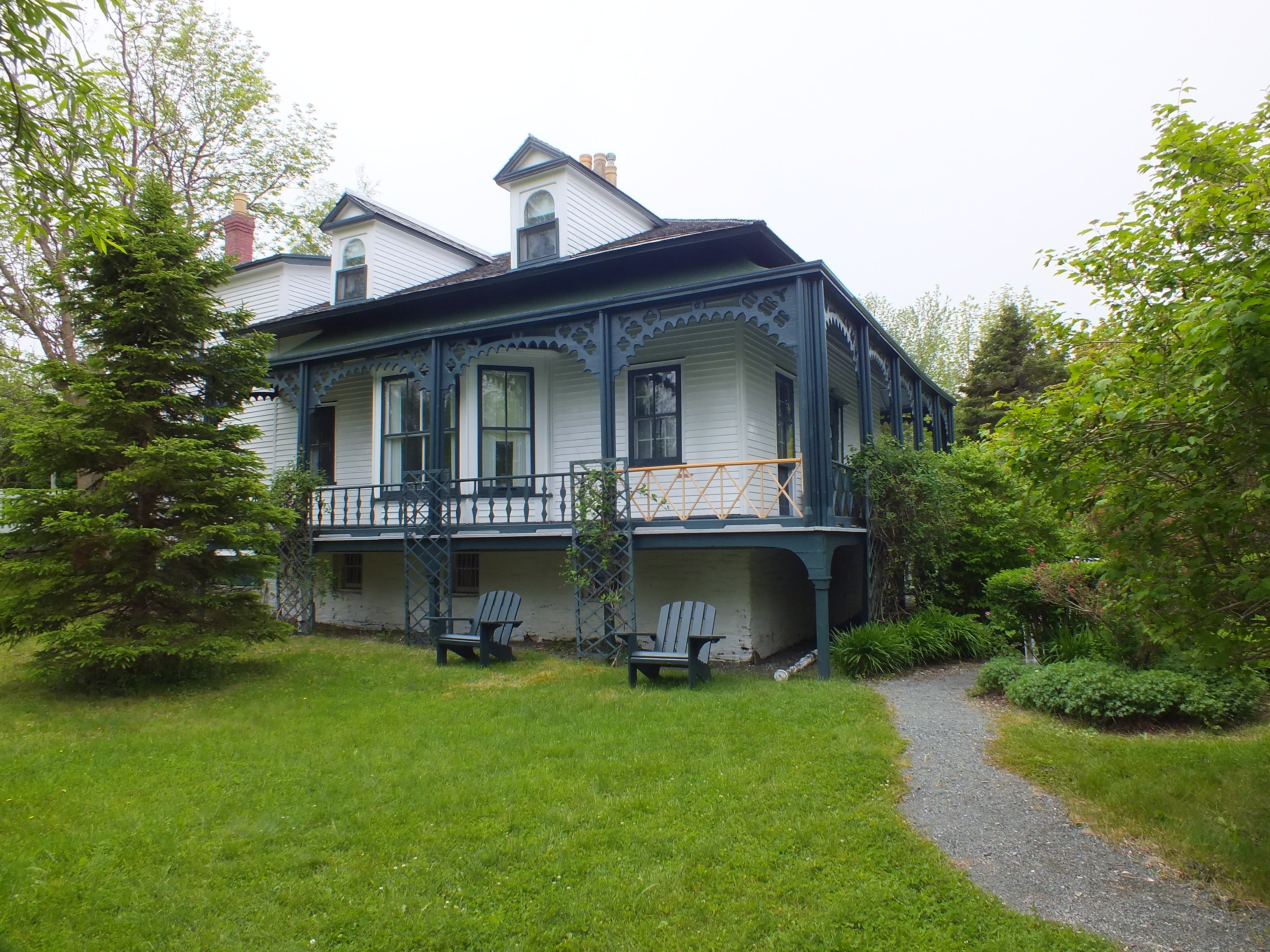
Готорн-Коттедж — семейное гнездо Бартлеттов. Фото 2011 года

Деревня Бригус в Колонии Ньюфаундленд была процветающим рыболовным поселением, которая, по словам Гарольда Горвуда, являлась «копией английского селения» с «претензиями на комфорт и зажиточность». К гавани было приписано около сотни рыбацких судов; ритм жизни диктовался промысловым сезоном: в марте начиналась охота на тюленей в ледовых полях, а летом промысел переносился в воды Лабрадора на косяки трески. Далее шкуры, жир и солёная рыба перепродавались на рынках Карибского бассейна. Зажиточное семейство Бартлеттов могло проследить своё происхождение до середины XVIII века. Сам Роберт утверждал, что их далёкие прародители были потомками испанцев, которые спаслись после гибели «Непобедимой армады» и осели в Англии. Г. Горвуд предполагал, что они могли быть басками, что определяло фамильные «неандертальские» черты лица. В 1799 году родоначальник ньюфаундлендского семейства — Уильям Бартлетт (1749—1829) — совершил на своей 30-тонной шхуне поход до острова Сил, набрав полный трюм вытопленного жира и шкур. С тех пор четыре поколения Бартлеттов служили шкиперами арктических промысловых судов. Капитан Уильям Джеймс Бартлетт-старший (1851—1931) владел богатым рыболовным участком Турневик на Лабрадоре, который разрабатывался с суши. В браке с Мэри Джемаймой Лимон (1852—1943) из процветающей семьи купцов и судовладельцев у Уильяма было одиннадцать детей.
Бабушка Роберта по матери — Мэри Лимон, урождённая Норман (1830—1909) — происходила из семейства английских сквайров из Кента, переехавших в колонии. Она была высококультурной женщиной, пела и хорошо играла на фортепиано, и оказала на старшего внука большое влияние, привив ему аристократическую утончённость в быту и любовь к литературе и музыке. Эти качества унаследовала и мать Роберта. Впрочем, Бартлетт отмечал, что бабушка была волевой и властной особой. Её брат Уильям участвовал в спасении экспедиции Грили в 1884 году. Поскольку у единственного сына Мэри Норман не было потомства, она переписала свою недвижимость на дочь, и Готорн-Коттедж, в котором родился и вырос Роберт Бартлетт, изначально принадлежал Мэри Лимон. Постепенно вся недвижимость перешла в руки Уильяма и Мэри Джемаймы Бартлеттов, включая лавку, скотный двор, и прочее. Глава семьи в среднем добывал до 10 000 тюленьих шкурок в год, что гарантировало безбедное существование растущей семье. Родившемуся 15 августа 1875 года первенцу было дано имя Роберт Абрахам, в честь деда, хотя сам он впоследствии предпочитал использовать второе имя «Абрам». В следующие восемь лет у него появились четыре сестры; следующий сын родился только в 1887 году. Бартлетты были набожными людьми, которые ценили образование, и отдавали всех своих детей в местную методистскую школу. Дома не курили, не употребляли алкоголь и не сквернословили, глава семьи выписывал не менее пяти религиозных журналов; практиковалось семейное чтение вслух. Впрочем, строгий в быту (дети называли его не «отец», а «капитан») Уильям Бартлетт равно ценил Фому Кемпийского, «Жизнь Иисуса» Ренана, Иосифа Флавия и «Рубайят»; все эти книги Роберт цитировал и держал при себе до конца жизни. Даже на склоне лет он выписывал литературные журналы, вырезал понравившиеся ему стихотворения и наклеивал их в альбомы.
По воспоминаниям самого Роберта, в детстве он медленно рос и не отличался физической силой и здоровьем, постоянно страдая простудами и бронхитами. Со временем он окреп, активно занимался спортом, особенно коньками и лыжами, выучился ездить верхом, у него был один из первых в Бригусе велосипедов. В семье было принято открывать купальный сезон в день рождения королевы (24 мая), даже если к тому времени снег ещё не сошёл. Роберт не видел для себя иного занятия, кроме морского промысла, хотя мать желала, чтобы он сделался священником. С двенадцати лет он выучился стрелять (родители крайне неодобрительно к этому относились); довольно рано проявилась живость характера, которую отец и мать стремились подавить при помощи розог. Г. Горвуд отмечал, что на склоне лет Бартлетт записал в дневнике, что чуть ли не до семнадцатилетия страдал от ночного недержания мочи, что связывал с семейным воспитанием. В пятнадцатилетнем возрасте его отдали в методистское училище в Сент-Джонсе — престижную школу, которая давала фундаментальное общее образование. Однако Бартлетта учёба интересовала мало, отчасти, проблему составлял энурез, нетерпимый в пансионе. В 1891 году Роберт пошёл в свой первый промысловый сезон с дядей на шхуне «Пантера», где лично убил восемнадцать тюленей и провалился под лёд; так прошло «боевое крещение». В этом плавании «Пантера» попала в зону сжатия и лишилась рулевого пера и гребного винта, которые пришлось заменять на ходу. Сезон был удачным: Роберт получил долю рядового тюленебоя, которая составила 63 доллара 90 центов; в те времена гонорар 50 долларов считался очень хорошим. Первые заработанные деньги Бартлетт-младший вложил в страховой вклад на тридцать лет; подобные же вклады в начале 1920-х годов помогли ему пережить период, когда Роберт остался без работы.

## Морская карьера. Первая экспедиция с Робертом Пири

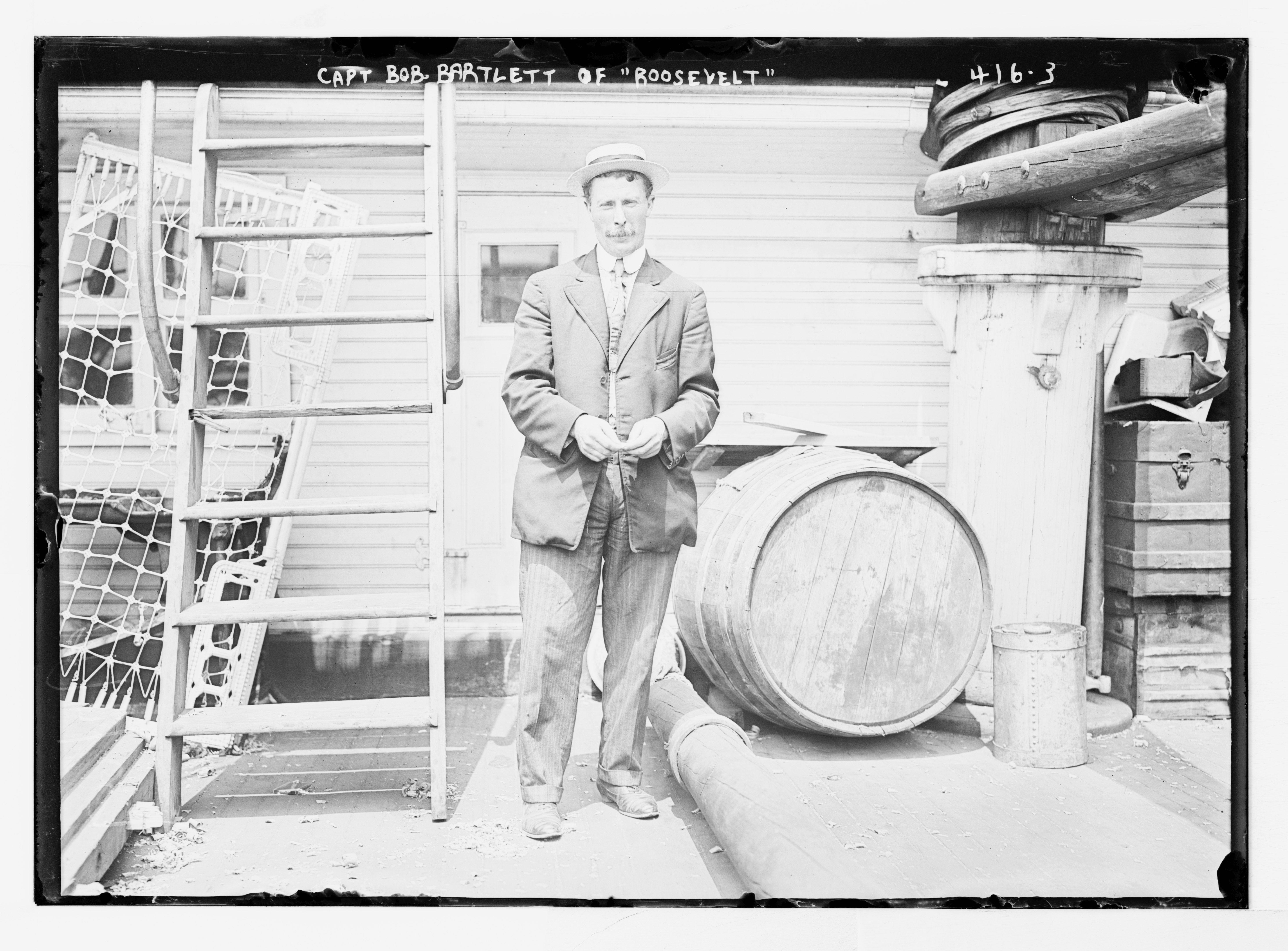
Бартлетт на палубе

Бросив школу в 17-летнем возрасте (последний год обучения не был ознаменован никакими успехами), Роберт Бартлетт осенью 1891 года нанялся матросом торговой баркентины «Корисанда», которая следовала с грузом рыбы в Бразилию. Плавание оказалось тяжёлым: драка среди экипажа вспыхнула уже в первый же день пути, капитан, вероятно, страдал алкоголизмом и не мог поддерживать дисциплину. Плавание в Пернамбуку заняло в два раза дольше времени, чем это считалось обыкновенным в сезон пассатов. Роберту приходилось отстаивать по две вахты — в сумме двенадцать часов тяжёлой работы со снастями и в трюме. Его исполнительность привела к повышению — он был переведён из кубрика на баке в каюту второго помощника и получил собственную койку, что подтверждало статус будущего офицера. На обратном пути судно попало в череду зимних штормов и, наконец, в Рождественский сочельник потерпело крушение в пяти милях западнее мыса Рейс. Морякам оказали помощь местные рыбаки. В Бригус Боб прибыл железной дорогой, его встречал священник, которому пришлось вызволять молодого человека из полицейского участка: его сослуживец спрятал краденые вещи в сумке Бартлетта. Уже в апреле он пошёл на отцовской шхуне промышлять тюленей.
В летний сезон отец доверил 18-летнему первенцу рыболовное судно «Оспри», предварительно лично проэкзаменовав его. Плавание на дистанцию две тысячи миль принесло приличный улов, который оказался самым успешным в его рыболовной карьере. Четыре сезона подряд Роберт провел в море, осенью и зимой на торговых судах, а весной и летом — на рыболовных. Удостоверение судоводителя Бартлетт получил в 22-летнем возрасте (в Галифаксе в 1898 году), на практике овладев навигацией. К этому времени он успел посетить Латинскую Америку, Европу, Карибский бассейн и Средиземное море на судах, которые доставляли груз бананов, солёной рыбы, мяса тюленей, угля и т. п. В том же 1898 году судьба свела Бартлетта с Робертом Пири.

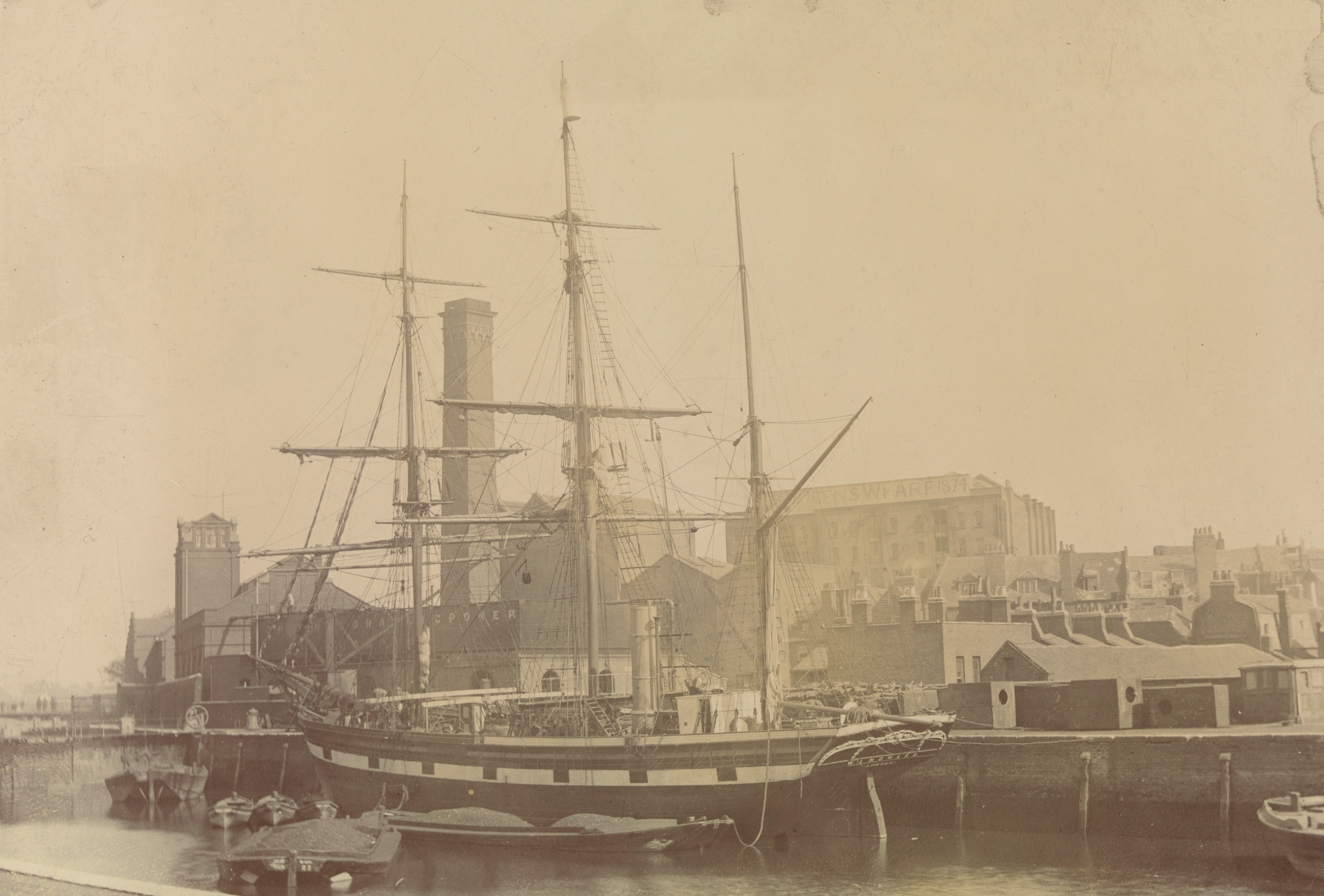
Экспедиционное судно «Виндворд» у причала, вид с кормы

В летний сезон 1898 года дядя Джон предложил Бобу Бартлетту пойти на остров Элсмир его первым помощником. Роберт Пири нанял яхту «Виндворд» и вспомогательное судно «Хоуп» (под командой другого дяди — Сэма Бартлетта) для попытки исследования Северной Гренландии и Земли Гранта (как в те времена именовалась северная часть Элсмира). Пири хотел обосноваться на старой базе Грили в Форт-Конгере для разведки пролива Смита, зону которого считал своей монополией и именовал «американской дорогой к Северному полюсу». Амбициозный американец намеревался забросить насколько можно севернее эскимосов, которые служили погонщиками собак и проводниками, и достигнуть на собачьих упряжках полюса по дрейфующим льдам. Ранее Пири собирался базироваться в Гренландии, но после тяжёлых походов во время двух экспедиций в 1892—1895 годах, отказался от использования северного побережья этого острова.
Задачей Роберта («Боба», как его называли обычно) стал наём опытных ньюфаундлендских моряков и доставка их в Нью-Йорк. 10 июня 1898 года команда в полной полярной экипировке прибыла на Статен-Айленд. «Виндворд» был подарен Пири лордом Нортклиффом и находился в плохом техническом состоянии: в трюмах стояла вода, пробоина в корпусе была закрыта пластырем, паровая машина была изношена. При отплытии 3 июля оказалось, что 25-сильный паровой двигатель даже не позволяет идти против течения Ист-Ривер. Следующий заход состоялся в Сидни, когда углём были забиты все свободные пространства под палубой; топливо принимали даже навалом на верхней палубе. Прибыв в эскимосское становище Эта, Бартлетты обнаружили, что «Хоуп» опередил их всего на день. Пири погрузился на борт «Виндворда», в сопровождении дюжины эскимосских семейств (женщины шили полярную одежду, сопровождали своих мужей и способствовали психологической разгрузке европейской мужской команды, в том числе по обычаю обмена жёнами). У Роберта Пири была эскимосская любовница Аллакасингва, которую он называл «Элли». Ни одного свидетельства, что Роберт Бартлетт пользовался эскимосским обычаем гостеприимства, не выявлено. Однако другие сотрудники Пири широко использовали полярных походно-полевых жён, включая негра Мэтью Хенсона, чей гренландский сын-полукровка даже участвовал в нескольких экспедициях Бартлетта.
Ввиду раннего наступления зимы, «Виндворд» был вморожен во льды у мыса Сабин, тремястами милями южнее бассейна Кейна. Пири считал своим главным соперником норвежца Свердрупа, который на «Фраме» обследовал южную часть острова Элсмир. Из-за опасений утратить первенство, Пири рискнул выйти к Форт-Конгеру полярной ночью, что привело к сильному обморожению и потере пальцев на ногах. За время выздоровления Пири (к маю 1899 года судно всё ещё было блокировано льдами) Бартлетт сильно с ним сдружился. Вместе они разработали проект полярного судна, которое будет способно преодолеть ледовые перемычки и прорваться к северному побережью Элсмира. Роберт поставил условием своё личное участие в будущем покорении Северного полюса. В 1900 году Пири вновь попытался достигнуть северного побережья Гренландии, и в мае открыл самую северную точку острова — Мыс Джесуп (83°39' с. ш.). В сезон 1901 года на север выступить не удалось, но 6 марта 1902 года Роберт Пири вместе с Хенсоном и четырьмя эскимосами попытался выступить в поход на Северный полюс. Дойдя до Форт-Конгера, они проследовали по побережью до мыса Гекла и смогли 21 апреля достигнуть 84°17' с. ш. Пири прошёл на 27 морских миль больше, чем во время попытки 1900 года, но в том же году стало известно, что Умберто Каньи из экспедиции герцога Абруццкого достиг 86° 34' с. ш., что на 137 миль превышало результаты Роберта.

## На «Рузвельте» к Северному полюсу

### Первая попытка

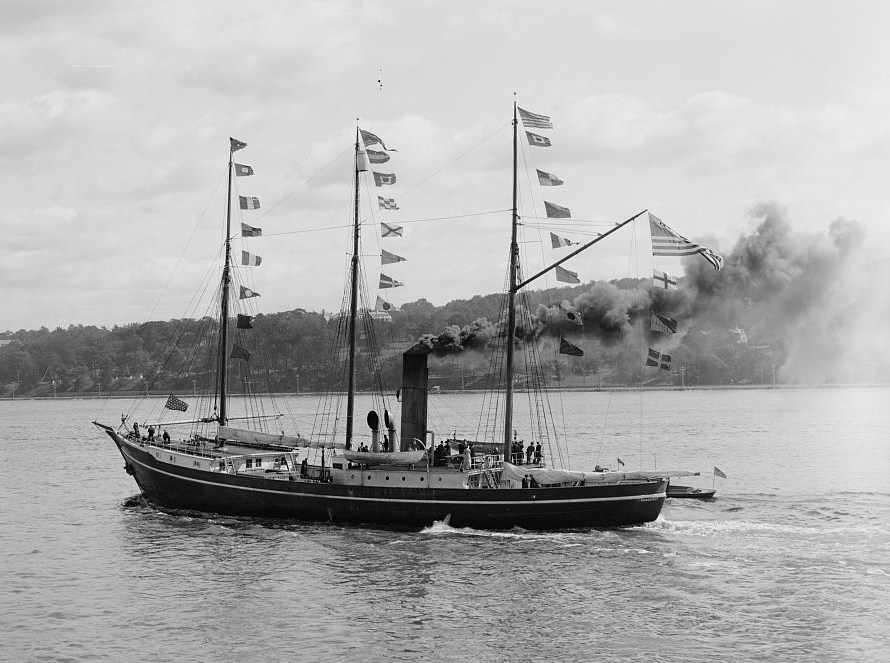
«Рузвельт» на реке Гудзон в 1909 году

#### К мысу Шеридан и по льдам Центральной Арктики

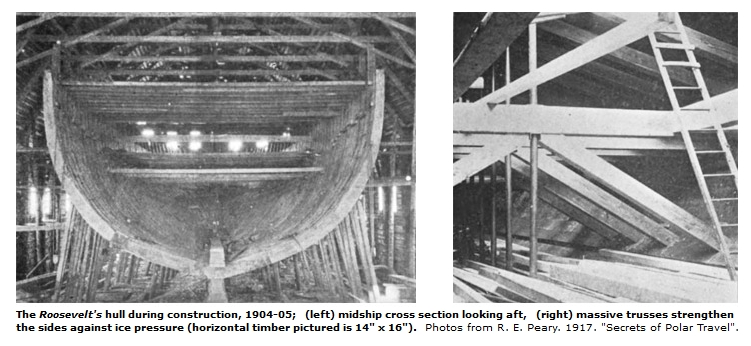
Фото корпусных конструкций строящегося «Рузвельта»

После возвращения Пири немедленно приступил к сбору средств на постройку экспедиционного судна. В то время эталоном полярного судостроения считался норвежский «Фрам», но Бартлетта не устраивала сама концепция пассивного сопротивления сжатиям паковых льдов. Шкипер предложил построить деревянное судно с узким форштевнем, который позволит «наезжать» на ледовое поле и раскалывать его тяжестью корпуса; мощная паровая машина должна была служить той же цели. Пири принял эту идею. Корабль получил название в честь американского президента — «Рузвельт», и для 1905 года был весьма инновационной конструкцией. Хотя он не являлся полноценным ледоколом, но прочность корпуса и тысячесильная паровая машина позволяла справиться с ледовыми полями мощностью до шести футов (1,8 м). Одновременно толщина и форма бортов должна была уберечь судно от сжатия в случае незапланированного дрейфа или во время зимовки. Однако из-за того, что паровая машина была очень габаритной, а внутреннее пространство корпуса было почти целиком занято угольными трюмами, самым слабым местом «Рузвельта» был мидель, так как расположение машинного отделения не позволяло усилить конструкцию. Было предусмотрено парусное вооружение, как у шхуны, которое служило и для хода во льдах: при работе парусами можно было раскачивать корпус, преодолевая ледовые перемычки. Бартлетт заявил, что сможет в буквальном смысле пробиться к побережью Ледовитого океана. Пири был нужен громкий успех, так как постройка судна обошлась почти в полмиллиона долларов, что было существенной суммой даже для влиятельных членов Арктического клуба; начальник экспедиции также влез в серьёзные долги. Пири согласился, что судовая команда будет состоять из опытных ньюфаундлендских промысловиков; по мнению Бартлетта, охота на тюленей была намного опаснее любой полярной экспедиции.
Как отмечал Г. Горвуд, выход в рискованную экспедицию на только что построенном корабле, тем более, столь новаторской конструкции, был серьёзным риском. «Рузвельту» требовался примерно годичный испытательный цикл, причём в менее экстремальных условиях, чем пролив Смита. Путешествие 1905 года не задалось с самого начала. После выхода из Кейп-Бретона произошёл взрыв в котельной, из-за чего можно было развивать не более трети номинальной мощности паровой машины; паруса превратились в фактор выживания. После достижения пролива Кеннеди Бартлетт в буквальном смысле поселился в «вороньем гнезде», чтобы иметь максимальный обзор при прокладке курса, используя мельчайшие трещины во льдах. Особенно тяжёлые условия были в проливе Робсона, ведущем в полярные воды, они практически ничем не отличались от сезона 1898 года. Поход из Эта к мысу Шеридан (близ этого места затем был построен Алерт) занял три недели, когда удавалось проходить не более 15 — 16 миль в сутки, и, по уверению капитана, каждый день мог стать последним. 5 сентября «Рузвельт» достиг заранее запланированной зимовочной бухты.
Оказалось, что в предшествующие годы Пири не осознавал опасностей зимовки на Земле Гранта. От ближайшего человеческого поселения на юге экспедиционеров отделяли более 600 миль. В открытый залив заходили сплочённые поля пака; 16 сентября такое ледовое поле чуть не вынесло шхуну на берег, однако форма корпуса в конце концов помогла выжать его из ледовой подушки и расколоть лёд. Судно почти не получило повреждений, не считая небольшой течи в сальниковом устройстве. Далее предстояло запасти как можно больше мяса: на судне находилось более шестидесяти человек и двухсот ездовых собак, в трюмах просто не было места для двухлетнего запаса провианта. Пири рассчитывал на охоту. Одних овцебыков и карибу забили 240 голов, не считая моржей и белых медведей.

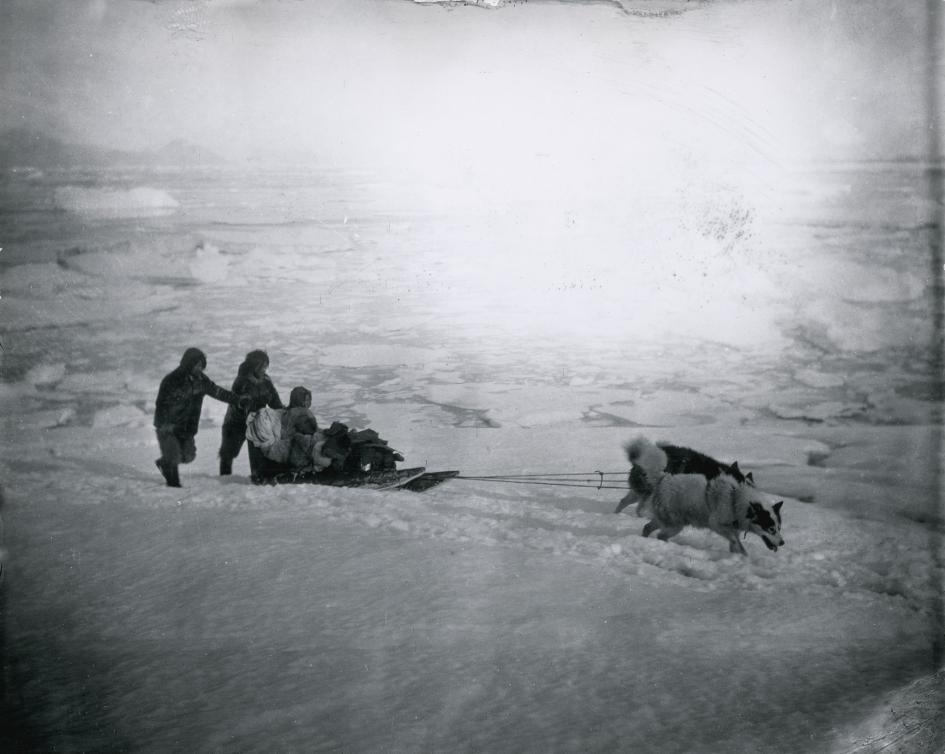
Собаки, запряжённые в эскимосские сани

19 февраля 1906 года, сразу после окончания полярной ночи, Бартлетт выступил с упряжкой собак и ассистентами-эскимосами (не удосужившись записать их имена в дневник) для прокладки пути. Пири не рассчитывал пройти 900 миль до полюса и обратно, захватив с собой все необходимые запасы. Его система предусматривала несколько передовых отрядов, которые будут возвращаться, передавая начальнику припасы и ездовых животных. Поход Бартлетта в сезон 1906 года длился 121 день и был, согласно его же свидетельствам, «выше сил человеческих». Он торил тропу для Пири, в буквальном смысле прорубаясь сквозь торосы и гребни сжатий, возводя снежные иглу вместо палаток, в конце концов насмерть загнав своих ездовых собак, проходя при этом не более двух миль в день. 21 апреля, находясь на 85°12' с. ш., Бартлетт столкнулся с «Великой полыньёй», которая, как выяснилось намного позднее, была границей столкновения полярных океанских вод и относительно тёплых и мелких вод континентального шельфа. Роберту пришлось ждать шесть суток, прежде чем образовался «мост» из молодого льда, по которому удалось переправить нарты. До полюса оставалось ещё 331 миля и при существующих темпах передвижения это потребовало бы ещё пять месяцев без шанса на возвращение. Пири отправил Бартлетта на «Рузвельт», а сам попытался хотя бы превысить рекорд экспедиции герцога Абруццкого. После возвращения Пири утверждал, что достиг 87°06' с. ш., побив рекорд итальянцев на 36 миль и не дойдя двухсот миль до полюса. Скептики ещё в начале XX века утверждали, что этому достижению не было представлено никаких доказательств. Пири не был профессиональным навигатором, и использовал крайне примитивные методы, считая, что движется по меридиану мыса Шеридан, и крайне редко замеряя долготу и магнитное склонение. На обратном пути Пири, его спутники-эскимосы и Мэтью Хенсон были отнесены льдами к Северной Гренландии, где оказались на грани голодной смерти. Лишь 1 июня они вернулись на «Рузвельт», а уже на следующий день Роберт Пири отправился на свежих упряжках вдоль всего побережья Земли Гранта, чтобы пройти до границ, исследованных норвежцами в 1898—1902 годах.

#### Тяжёлое возвращение

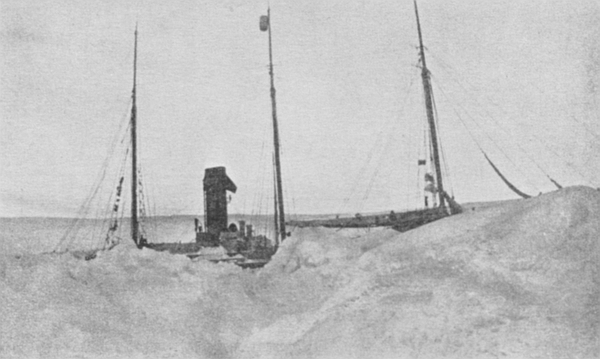
«Рузвельт» у мыса Шеридан на зимовке

4 июля, когда Пири ещё отсутствовал, Бартлетту удалось вывести «Рузвельт» из полосы припая, и направить шхуну в пролив Робсон отыскивать подходящие проходы во льдах. На всякий случай он направил к Пири спасательную партию с письмом, чтобы в случае опоздания тот сразу следовал в Форт-Конгер. Однако вскоре напор морского льда с востока прижал «Рузвельта» к береговым скалам. Во время борьбы со льдами было потеряно рулевое перо и две из четырёх лопастей винта, получена пробоина в подводной части корпуса, грозившая полным затоплением (водонепроницаемых переборок в корпусе не было). При подводе пластыря было истрачен кубометр пакли и бочка цемента, и с тех пор требовалась непрерывная работа на помпах. Пири успел сесть на борт своего судна. 27 августа «Рузвельт» сошёл на воду, однако с 28 августа по 5 сентября шхуна дрейфовала по бассейну Кейна. В следующие девять дней удавалось проходить не более двух миль в сутки. Мыса Сабин, где «Виндворд» был блокирован в течение трёх сезонов, достигли 14 сентября, преодолев за десять недель всего 100 миль. В ночь на 17 сентября, после 75-дневной борьбы со льдами, экспедиция прибыла в Эта.
Чтобы не затонуть на обратном пути, Бартлетт посадил «Рузвельта» на мелководье, и во время отливов команда восстановила подводную обшивку на корме, установила новое рулевое перо и винт. Роберт откровенно сомневался, что сможет сохранить судно, и каждый день обозначал в судовом журнале как «последний». Из Эта вышли 20 сентября; шесть дней эскимосов развозили по их родным стойбищам. Борьба за возвращение длилась ещё два с половиной месяца, погода почти всё время была штормовой, вдобавок, стал протекать единственный паровой котёл, угрожая взрывом. 6 октября вновь произошла авария рулевого устройства. Бартлетт приказал изготовить из бизань-гика подобие рулевого весла, которое управлялось тросами, протянутым к парусным лебёдкам. У побережья Лабрадора закончился уголь, а в ближайшем поселении не было топливной станции. В результате закупили еловую древесину, затем дрова и ворвань. В Хоупдейле был заброшенный угольный склад, из которого удалось достать почти семь тонн остатков и ещё две тонны докупить в Хокс-Харборе. Наконец, 2 ноября экспедиция добралась до Батл-Харбора, где имелся телеграф. Сообщив о результатах, Пири закупил 40 тонн угля, но 3 ноября разразился ураган, во время которого был потерян главный якорь и были оборваны швартовы. Бартлетту в буквальном смысле чудом удалось сохранить корабль. Лишь 13 ноября удалось выбраться из Батл-Харбора; в этот день из-за метели удалось пройти всего четыре мили. При движении вдоль Ньюфаундленда вновь кончилось топливо, его закупили в Сэнди-Пойнт, причём уголь пришлось грузить с лодок в море, потому что мелководье не позволило подвести «Рузвельта» к берегу. В Сидни Пири немедленно выехал поездом отвечать перед спонсорами, а Бартлетт получил все полномочия привести судно в порядок и вернуть его в Нью-Йорк. Попытка пройти в Галифакс через канал Сен-Пьер оказалась крайне неудачной: шлюзы были забиты илом, шхуна постоянно садилась на мели, а силовая установка окончательно вышла из строя. Под парусами удалось дойти до Селберна, где удалось ввести котёл в строй. У побережья Мэна «Рузвельт» в очередной раз сел на мель, но всё-таки в Рождественский сочельник вошёл в устье Гудзона. Переход из Эта занял 99 дней.
Бартлетт в дневнике описывал, что всю следующую неделю отсыпался по четырнадцать часов в сутки. Несколько оправившись, капитан отправился домой, готовиться к промысловому сезону 1907 года. Пири удостоился тогда медали Хаббарда, а Бартлетту спонсор — Моррис Джесуп — вручил талисман: монету в 20 долларов.

### Вторая попытка

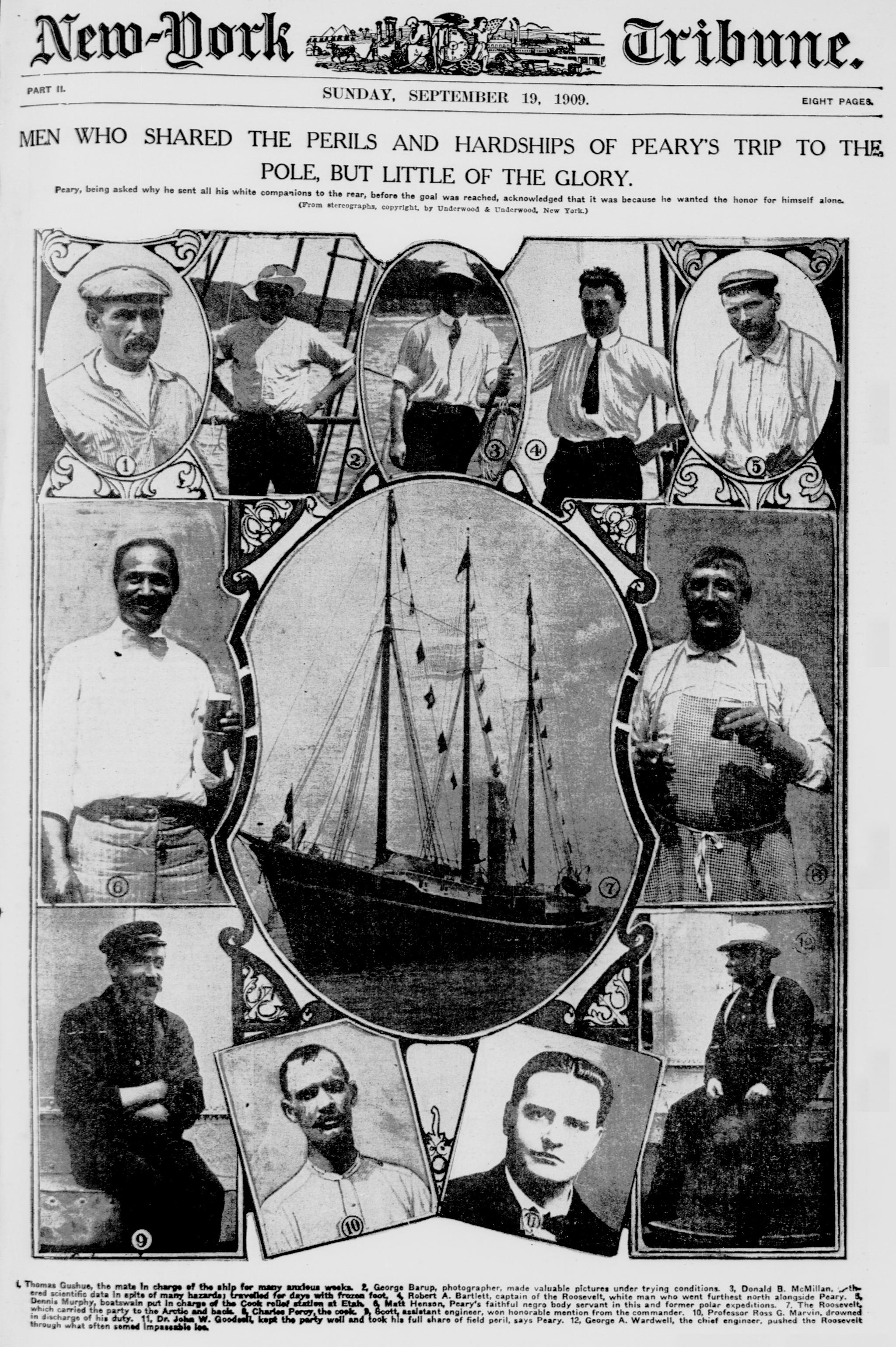
Выпуск газеты «New-York Tribune» от 19 сентября 1909 года с изображениями «Рузвельта» и его команды

#### Вновь на остров Элсмир
1907 год оказался тяжёлым: США были поражены экономическим кризисом, скончался главный спонсор Джесуп, дефицит экспедиционного фонда достиг 100 000 долларов, «Рузвельт» требовал капитального ремонта корпуса и замены силовой установки. Роберт Пири весной 1907 года позвал Бартлетта на помощь: авторитет капитана мог привлечь потенциальных спонсоров, а также публику во время лекций. Кампания оказалась неудачной, чтобы заработать, Роберту Бартлетту пришлось участвовать с отцом в охоте на тюленей, которая принесла в сезон большую прибыль. В марте 1908 года он получил в командование семейную баркентину «Леопард» и отправился в залив Св. Лаврентия охотиться на морских котиков. Однако весна была холодной, у восточного побережья Ньюфаундленда не рассеивались сплочённые ледовые поля. Бартлетт решил рискнуть, как ранее на «Рузвельте», направив своё судно в трещины между припаем и морским льдом. Из-за налетевшего с востока шторма «Леопард» был выжат на скалы у Гаппахайдена и затонул. Бартлетт спас всех членов команды и даже часть снаряжения, но сезон оказался сорван. Капитан погрузился в хандру и до июня сидел дома в Бригусе, бросив всё. Вскоре пришла телеграмма от Пири, предписывающая Бартлетту в двухдневный срок прибыть в Нью-Йорк для подготовки путешествия на «Рузвельте». На месте оказалось, что многое не сделано, долги росли; экспедиция должна была завершиться покорением Северного полюса. Благодаря поддержке генерала Томаса Хаббарда отплытие состоялось 7 июля 1908 года. Экспедицию провожал экс-президент Теодор Рузвельт.
В Сидни «Рузвельта» встречало судно снабжения «Эрик», гружёное 800 тоннами угля; кроме того, на мысе Чарльз Пири закупил у китобоев десять тонн китового мяса для собак, но оно оказалось протухшим и стало причиной заболеваний и падежа ездовых животных. Остановились и в рыболовных угодьях Бартлеттов в Турнавике, где взяли запас трески для собак и людей, а также пятьдесят пар сапогов из тюленьей кожи. В Эта на борт взяли ещё 500 тонн доставленного заранее угля, 70 тонн китового мяса (также оказавшегося испорченным) и 246 собак, которые отличались буйным нравом. Взяв на борт эскимосов, «Рузвельт» вступил в трёхнедельную борьбу со льдами бассейна Кейна, прибыв на мыс Шеридан 5 сентября 1908 года. Программа была грандиозна: экспедиция должна была стартовать с мыса Колумбия, расположенного в 90 милях от зимних квартир, предстояло забросить все необходимые припасы, а также заготовить свежего мяса на всю зимовку. Помимо судовой команды и научного отряда, на «Рузвельте» шли 49 эскимосов, в том числе 17 женщин и 10 детей. Все они были постоянно заняты: мужчины работали погонщиками собак и на охоте, женщины шили полярное снаряжение, дети доставляли на борт пресный лёд на растопку.

#### На дальнем Севере

Бартлетт в эскимосской полярной одежде

Главной сложностью была подгонка полярной одежды для каждого участника санного похода. Эскимосы построили для Пири сани со стальными полозьями; древесина дуба была доставлена на «Рузвельте». Начальник называл конструкцию «санями Пири». Они были длиннее и имели более широкие полозья, чем аборигенные, имея грузоподъёмность 650 фунтов (290 кг). Каждые сани запрягались десятью собаками, запас корма для которых был рассчитан на 50 дней. Поэтому на каждых санях 500 футов занимал собачий корм, и лишь 150 — остальные грузы для людей, что объясняло гигантские караваны, которые требовались Пири. Рацион включал 50 фунтов сухарей и 50 фунтов пеммикана, ещё 50 фунтов на прочее, включая чай, сахар, запасную одежду, керосин. Для экономии веса не брали палаток и спальных мешков: на стоянках возводились иглу, в которых люди спали на расстеленных шкурах, не раздеваясь. В полярную ночь 15 февраля 1909 года при свете керосиновых фонарей Бартлетт выступил к мысу Колумбия, и уже 28-го ступил на льды Северного Ледовитого океана в авангарде похода; был «бодрящий» мороз −30 °F (−34 °C) и штормовой ветер. У него было 8 саней и 56 собак, а всего в походе участвовали семеро американцев (включая негра Хенсона), 19 эскимосов и 20 нарт.
Следующий месяц оказался тяжелейшим для группы Бартлетта, который торил тропу, расставлял вехи с флагами и возводил иглу, которыми пользовались остальные отряды и полюсная партия Пири. Люди Бартлетта проходили меньше 10 миль в сутки за 18 — 20 часов, поскольку гребней сжатия и открытых разводий было больше, чем в сезон 1906 года. Почти постоянно дули штормовые ветра, а температура не поднималась выше −50 °F (−46 °C) . С 7 по 14 марта экспедиция вообще стояла на месте из-за незакрывающейся Великой полыньи и сильного шторма. Тем не менее оба Роберта договорились, что будут бороться до конца. Это не означало, что их энтузиазм разделяла вся команда. В первый месяц дезертировали два эскимоса-погонщика по имени Пуадлуна и Паникпа. За авангардом Бартлетта с разницей в сутки шёл учёный из Йельского университета Джордж Боруп с тремя эскимосами на четырёх упряжках. В сутках позади него шла группа Мэтью Хенсона, и далее — профессора Корнеллского университета Росса Марвина, доктора Гудсела и Дональда Макмиллана, они должны были передавать припасы Бартлетту и Пири, и возвращаться. Пири шёл последним налегке; поскольку у него были искалечены ступни, большей частью его везли на санях.
20 марта с широты 85°23' был отправлен Боруп, а 26 марта повернул от 86°38’ с. ш. Росс Марвин. Поскольку Марвин был обладателем штурманского диплома, он подписал для Пири заявление, что действительно побывал на этой широте. Его судьба оказалась драматической: Пири писал в отчёте, что профессор утонул в полынье. Как выяснилось впоследствии, Марвин обращался со своими спутниками-эскимосами, как с прислугой. Его сопровождали давний участник экспедиций Пири Кудлукту и его родственник Инугито. Когда арктические охотники устали и предложили устроить привал (состояние собак и количество припасов это позволяло), Марвин стал настаивать на дальнейшем пути, а далее перешёл к рукоприкладству. Тогда Кудлукту выстрелил в профессора из пистолета, а далее столкнул тело в расселину, покрытую тонким молодым льдом. После успешного возвращения на «Рузвельт» эскимосы засвидетельствовали, что Марвин утонул, а они не смогли его вытащить. Спустя пятнадцать лет, когда Кудлукту крестился у миссионеров, он признался в убийстве на исповеди, а Инугито рассказал историю со своей стороны Макмиллану, который тогда находился в Арктике с экспедицией. Пири о чём-то догадывался ещё в 1909 году, но не стал проводить расследования.

#### «Северный полюс»

Капитан Бартлетт с помощниками-эскимосами на марше

28 марта воссоединились отряды Хенсона и Бартлетта. Хенсон обнаружил Роберта в иглу крепко спящим, и не стал будить. Когда капитан проснулся, то сообщил, что прошёл 14 часов в очень тяжёлых ледовых условиях. Вскоре прибыл и Пири. Общий лагерь раскинули немного за 87° с. ш. примерно в 150 милях (134 морских милях) от полюса и в полусотне миль от точки, которую Роберт Пири объявил достигнутой в 1906 году. 1 апреля Пири заявил, что отправляет Бартлетта обратно. В интервью репортёру «New York Herald» капитан признался, что даже заплакал от таких известий. Впоследствии Пири многократно объяснял мотивы своего поступка, которые, в общем, сводились к тому, что он хотел быть единственным белым человеком и единственным американцем, который оказался на Северном полюсе. С Пири дальше пошли его ассистент-негр Хенсон и четверо эскимосов — Сиглу, Ута, Эгингва, и Укеа; Бартлетт же был уроженцем Ньюфаундленда, то есть британским подданным. По-видимому, между ними произошла ссора, но в дальнейшем Пири и Бартлетт продолжали общаться, а в своих отчётах оба заявляли, что сохранили сердечные отношения. Критики достижения Пири заявляли, что Роберт уже тогда понимал, что не сможет достигнуть полюса, и при этом не мог не объявить о своей победе, поскольку был слишком стар для ещё одной попытки. Наличие в команде опытного штурмана было слишком рискованным. Биограф Бартлетта Гаррет Горвуд откровенно сомневался, что Пири удалось за восемь дней добраться до полюса, поскольку для этого он должен был проходить по тридцати миль в день при идеальной погоде и ровной ледовой поверхности. Отсюда делался вывод, что для экспедиции Пири широта, измеренная Бартлеттом 1 апреля, 87°48' — являлась самой высокой точкой, достоверно достигнутой человеком по поверхности дрейфующего льда.

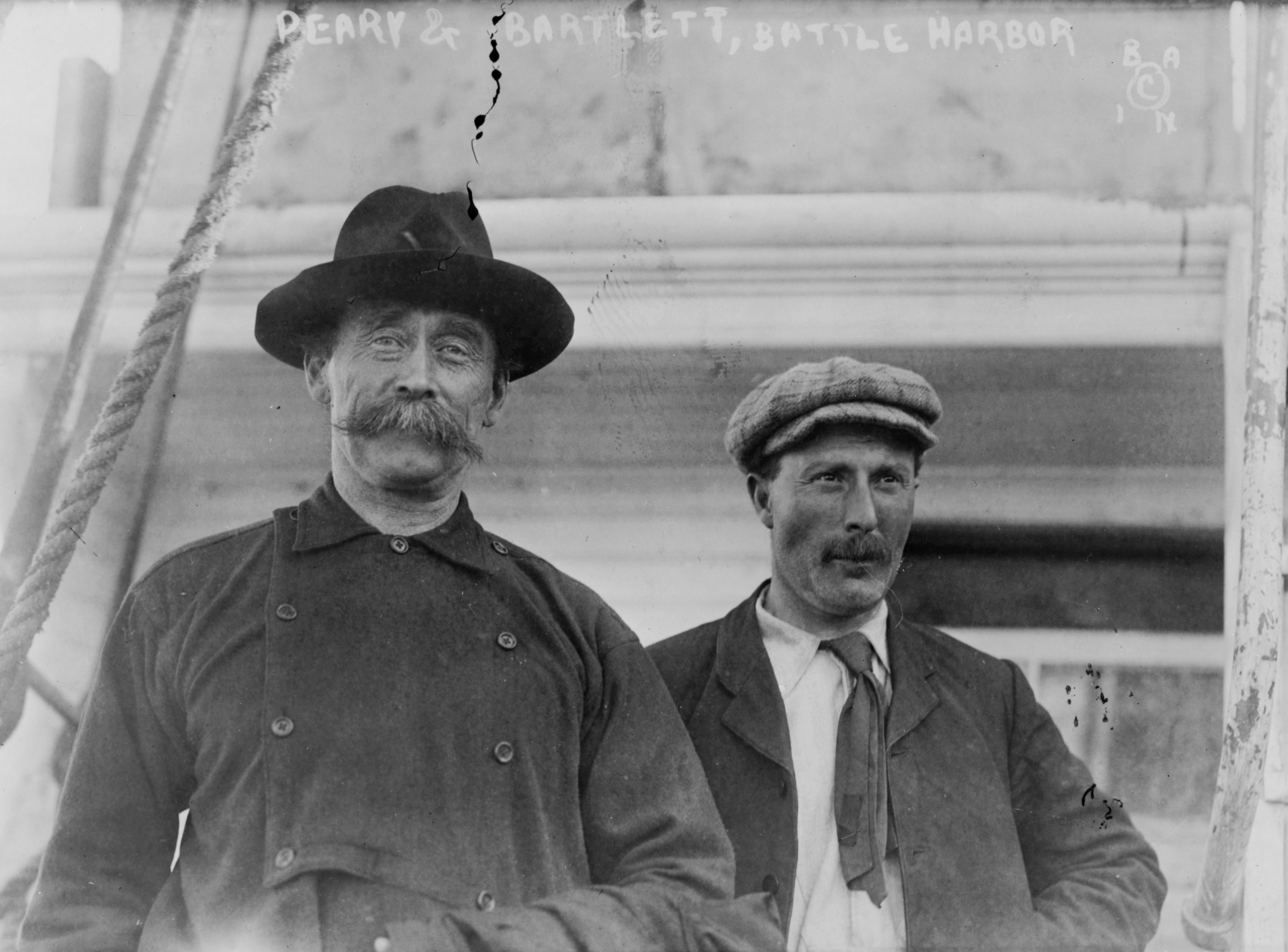
Роберт Пири (слева) и Роберт Бартлетт в Баттл-Харборе на Лабрадоре. Фото 1909 года

В воспоминаниях, опубликованных в 1928 году, Бартлетт сообщал, что обратный путь к мысу Колумбия был очень тяжёл. Из-за сильной позёмки был потерян след, а сам капитан однажды провалился под молодой лёд при −32 °F (−36 °C). Его вытащили эскимосы, растёрли и завернули в шкуры овцебыка. Впрочем, Бартлетт вовремя переоделся и даже не заболел. Отряду понадобилось восемнадцать дней, чтобы достигнуть суши. 23 апреля его догнал и Пири, которого Бартлетт встретил словами: «Поздравляю вас, сэр, с достижением Северного полюса». Далее почти месяц экспедиция ожидала приемлемого состояния льдов, но всё-таки 17 августа «Рузвельт» добрался до становища Анноаток в 25 милях к северу от Эта. Здесь американецы встретили богатого американского охотника Гарри Уитни, который сообщил, что врач Фредерик Кук, который когда-то участвовал в первых экспедициях Пири, вернулся после 13-месячного отсутствия и заявил, что достиг Северного полюса 21 апреля 1908 года. Уитни были поручены его дневники, навигационные записи и инструменты, пока Кук отправился в датские колонии Гренландии для поиска судна, которое бы доставило его в большой мир. Пири запретил брать эти материалы на борт «Рузвельта».
21 августа в устье залива Смит экспедиция встретила шхуну «Джини» под командованием Сэма Бартлетта, дяди Боба, направленного Арктическим клубом с грузом угля, чтобы не повторилась ситуация в сезон 1906 года. У мыса Йорк встретили китобойное судно «Данди», командир которого сообщил, что тоже встречался с Куком, который направился в Копенгаген. Пири распорядился как можно быстрее идти на Лабрадор, где имелись телеграфные станции. 5 сентября Пири впервые на весь мир заявил о достижении Северного полюса в апреле 1909 года. Оказалось, что Кук опередил его на пять дней, и 8 сентября Пири телеграфировал генералу Хаббарду из Батл-Харбора, объявив Кука обманщиком.
Сам Роберт Бартлетт почти не принимал участия в разбирательствах о приоритете Роберта Пири. Тем не менее, после того, как Пири был на уровне Конгресса США провозглашён первооткрывателем полюса, Бартлетт получил свою часть славы. В 1910 году он удостоился наград ряда географических обществ, причём итальянскую медаль ему вручал король этой страны; Роберт провёл коммерчески успешное турне с публичными лекциями в разных странах Европы. С Пири они поддерживали неизменно дружеские отношения до самой его кончины в 1920 году, но более никогда не работали вместе.
Мора Ханрахан полагала, что Пири не взял Бартлетта в финальный рывок к полюсу в том числе из-за отсутствия у него американского гражданства, тем более, что основные работодатели и спонсоры обоих были связаны с Арктическим клубом. В 1911 году Бартлетт прошёл процедуру натурализации в Восточном округе Нью-Йорка.

## Канадская арктическая экспедиция и её последствия

### Путешествие на «Беотике»

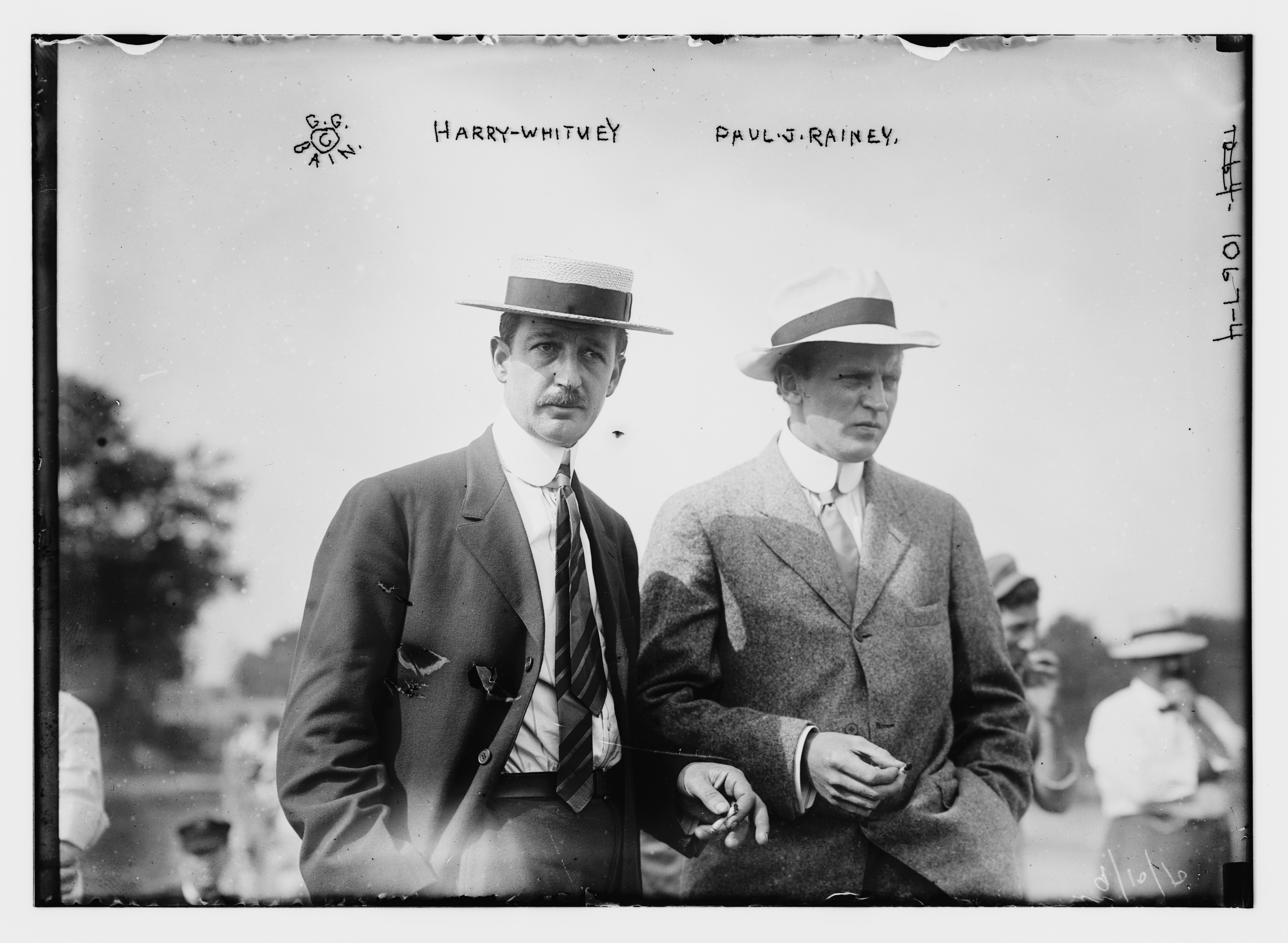
Гарри Уитни и Пол Рейни

Ещё находясь в Европе, Бартлетт получил приглашение компаньонов Гарри Уитни и миллионера Пола Рейни устроить охотничью экспедицию с большим бюджетом на островах Канадского арктического архипелага. Капитан Боб вернулся в США на лайнере «Мавритания» и далее на средства заказчиков зафрахтовал за 70 000 долларов 3000-тонный стальной ледокольный пароход «Беотик». Путешественники двинулись в пролив Ланкастер к берегам Девона и Южного Элсмира. Бартлетт оценил живописность арктических пейзажей и с тех пор брал с собой профессиональных фотографов и кинооператоров. Далее туристы двинулись в заливы Мелвилл и Норт-Стар, в последнем произошло знакомство с Кнудом Расмуссеном, который через некоторое время переименовал эту местность в Туле. 4 августа 1910 года путники побывали в Анноатоке, где Уитни хотел раскопать гурий, где оставил материалы Фредерика Кука, но убедился, что материалы пропали. Вскоре в становище прибыл Джон Брэдли, который тоже искал подтверждения правоты Кука. Далее «Беотик» пошёл в западном направлении. 15 августа был изловлен шестилетний самец белого медведя, которого удалось доставить в Нью-Йорк живым, он получил кличку Сильвер Кинг. Зверь был достопримечательностью Нью-Йоркского зоопарка до самой своей кончины в 1931 году.

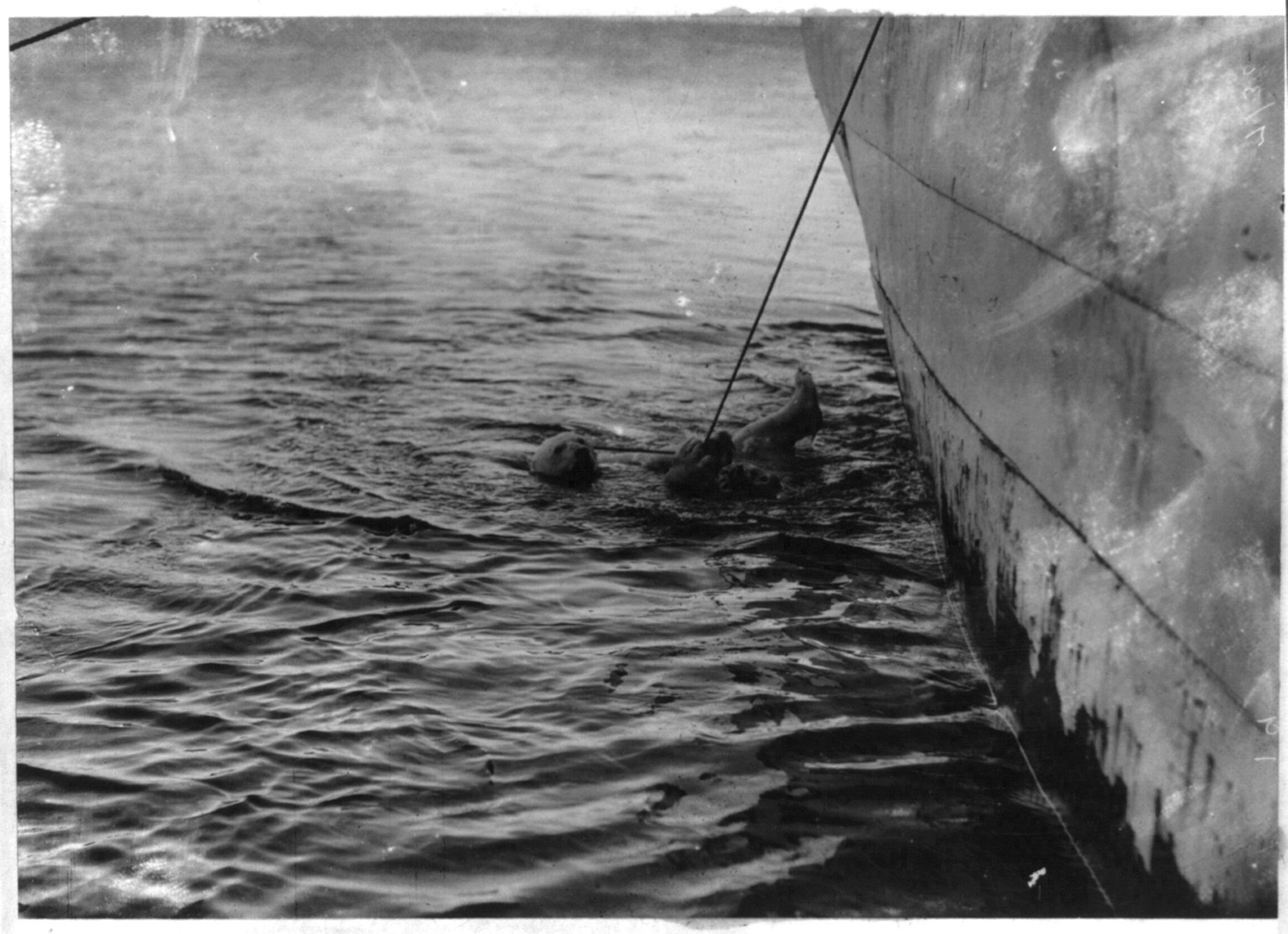
Подъём изловленного белого медведя на борт «Беотика»

В проливе Джонс путешественники побывали на мысе Спарбо, и посетили место зимовки Фредерика Кука, подтвердив его рассказы о пребывании на острове Элсмир. Далее вновь двинулись к проливу Ланкастер, где «Беотик» был зажат ледяными полями, дрейфующими в восточном направлении. Здешние места изобиловали дичью, за сезон охотники добыли 59 белых медведей, поймали живыми двух медвежат, а также двух детёнышей моржей и шестерых телят овцебыков для продажи в зоопарки. На острове Девон были истреблены два стада в 24 головы овцебыков, мясо которых, впрочем, было доставлено и продано в Гренландии. Однако погодные условия были угрожающими. Из-за ледовых полей «Беотик» пять раз садился на камни, как отмечал в судовом журнале Бартлетт, и получил пару пробоин, не опасных, ввиду наличия на ледоколе двойного дна. Однако после возвращения счёт за ремонт составил 25 000 долларов: капитан Бартлетт привык эксплуатировать корабли, на которых ходил, на пределе их конструктивных возможностей. Уитни и Рейни выразили большое удовольствие от похода с канадцем, гонорар которого составил 2000 долларов.
В сезон 1912 года Бартлетт занимался добычей тюленей на семейной шхуне «Нептун».

### «Карлук» и Стефанссон

#### Снаряжение экспедиции и поход к мысу Барроу

Офицеры и учёные Канадской экспедиции. В первом ряду слева направо: врач Маккей (в кепке и с палкой), Бартлетт в соломенной шляпе, Стефанссон в котелке

Сезон 1913 года начинался для Роберта Бартлетта неудачно: весенний поход для добычи тюленей не принёс ожидаемой прибыли. Приглашение от Вильялмура Стефанссона, который рекламировал своё предприятие как «самую грандиозную и продуманную полярную экспедицию в истории», было вынужденным. Для своих нужд он приобрёл 251-тонную рыболовную баркентину «Карлук», совершенно не приспособленную к работе за Полярным кругом. Вероятно, главным достоинством судна была его цена — 10 000 долларов, а также то, что Стефанссон успешно эксплуатировал «Карлука» в 1908 и 1909 годах. Нанятый капитан-датчанин (он же был агентом по покупке «Карлука») Теодор Педерсен категорически отказался от командования и уволился. Стефанссон обратился за советом к контр-адмиралу Пири, который немедленно рекомендовал Бартлетта. Роберт, ознакомившись с фронтом работ, представил 29 марта длинный перечень усовершенствований, включая новый ахтерштевень, капитальный ремонт паровой машины (механик Манро назвал её «старым кофейником»), новые водяные танки и новый комплект парусов. Работы велись в апреле — мае с лихорадочной поспешностью на военно-морской верфи в Эскимальте, в Британской Колумбии. Контракт с Бартлеттом был подписан 14 мая. Однако после июньской инспекции Бартлетт представил дополнительный список исправлений, которые обошлись в 4000 долларов. В конце концов капитан отправил заместителю военно-морского министра Канады официальное письмо, заявив, что судно абсолютно непригодно для эксплуатации во льдах. Однако исправить уже ничего было нельзя. 19 мая Бартлетт принёс начальнику экспедиции клятву, что будет добросовестно исполнять приказы, даже если сомневается в их обоснованности. Впрочем, 19 июля он откровенно писал Роберту Пири, что шхуна «прогнила, как груша», он не верит, что вернётся обратно на том же судне, но его держат в экспедиции азарт испытать свою капитанскую волю и желание высадиться на «Земле Крокера».

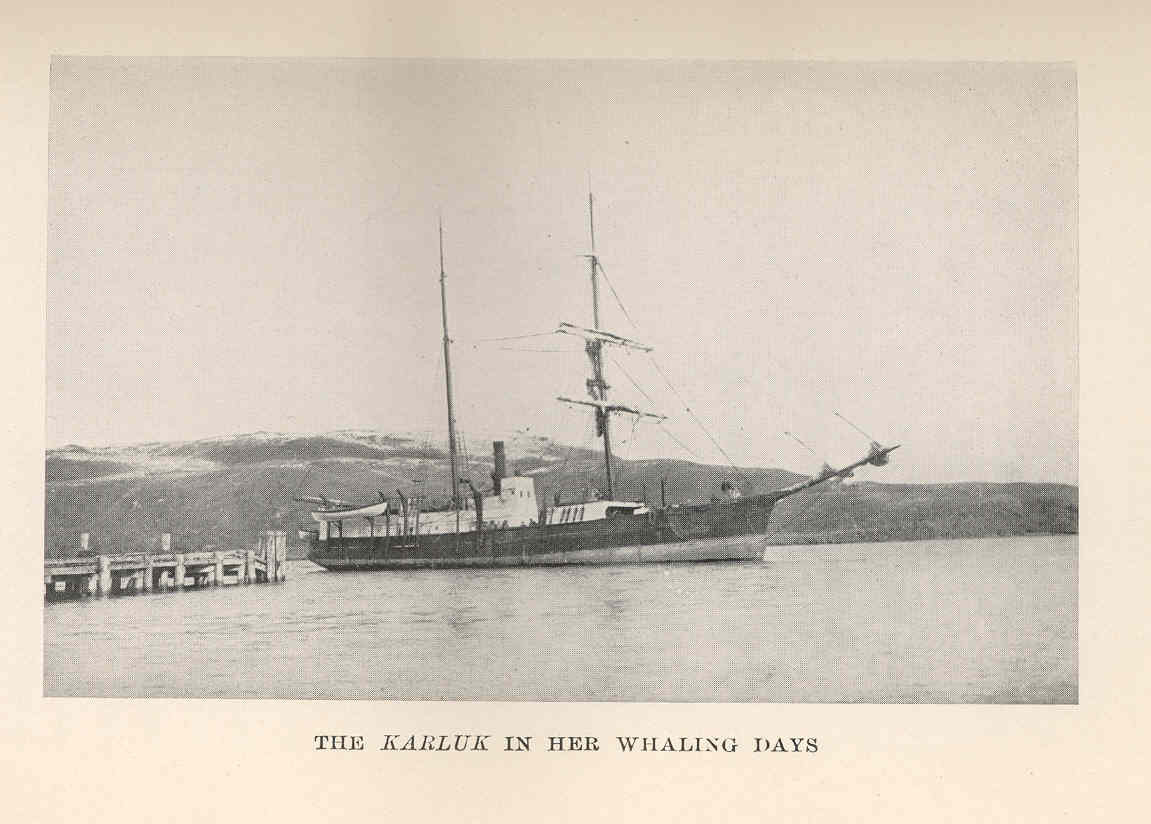
Экспедиционное судно «Карлук»

Стефанссон прибыл на борт за три дня до отплытия и немедленно устроил пятичасовую пресс-конференцию. Ему хронически не хватало средств: Американский музей естественной истории выдал ему грант на 45 000 долларов, и тогда исследователь обратился к канадскому правительству. Оттава настояла на работе двух экспедиционных отрядов: северного на «Карлуке» и южного на «Аляске», под началом доктора Андерсона. Южная партия должна была работать на северном побережье Аляски и Канады, тогда как отряд самого Стефанссона должен был обследовать высокие широты Арктики в поисках неизвестных земель с одновременным проведением океанографических, биологических, геологических, магнитных, и прочих измерений. Начальник даже считал, что сможет отыскать неизвестный северный полярный континент. Правительство настаивало на выходе в море не позднее 1913 года, так как аналогичное предприятие планировало Национальное географическое общество США. В этих условиях Стефанссон планировал достигнуть острова Хершел в море Бофорта, откуда экспедиционные отряды начнут автономную работу. Снаряжение осуществлялось в лихорадочной спешке, команда была подобрана, по сути, из случайных людей, поскольку жалованье составляло всего 120 фунтов стерлингов в год. Бартлетт сразу после прибытия на борт уволил первого помощника за некомпетентность. Один из матросов вообще не имел тёплой одежды, двое завербовались под вымышленными именами, ещё двое пронесли на борт запасы спиртного, а повар Роберт Темплмэн был наркоманом, который не делал секрета из своего пристрастия. В научную команду удалось подобрать только двух людей с полярным опытом: шотландского океанографа и биолога Джеймса Мюррея и его земляка врача Алистера Маккея. Оба они участвовали в антарктической экспедиции Шеклтона, и были рекомендованы бывшим начальником. Маккей страдал алкоголизмом и шёл в экспедицию, «чтобы избавиться от соблазнов цивилизации».
Экспедиция вышла в море в половину восьмого вечера во вторник, 17 июня 1913 года. Той же ночью шхуна села на песчаную банку, а через шесть дней в первый, но не последний, раз вышел из строя рулевой механизм. На борту было 24 человека, которые по выражению Дж. Найвен, «испытывали эйфорию» от перспектив и приёма, который был им оказан на берегу. 2 июля пришли в Берингово море, где настала штормовая туманная погода. 8 июля команда прибыла в Ном, где начался срочный ремонт руля и паровой машины, а судно загружали углём и дополнительными припасами. Северный полярный круг пересекли 27 июля, и встретили в море Бофорта сильный северо-западный ветер, от которого «Карлук» сильно черпал воду при волнении. Каюты экипажа оказались затоплены, и большинство судовой команды страдало от морской болезни. 1 августа «Карлук» обогнул края паковых льдов; в этот день была сильная метель, как если бы началась зима. Из-за слабости корпуса и неисправной паровой машины скорость не превышала 7 узлов. 2 августа судно встало, поскольку не было предназначено для плавания в ледовых полях. 3 августа Стефанссон отправился на мыс Барроу с целью нанять эскимосов и закупить припасов, а команда развлекалась футбольным матчем на льду. Однако уже к 5 августа настроение нетренированных людей упало, и они «почувствовали себя в ловушке». 6 августа льды расступились сами собой, но произошла поломка руля у мыса Смайт, из-за которой «Карлук» чуть не разбился на рифах. Здесь к экспедиции присоединился охотник-эскимос Куралук и его жена Кирук, опытная швея меховой одежды; они взяли с собой своих дочерей восьми и трёх лет. Вскоре в команду завербовался за 20 долларов и винтовку вдовец Катактовик. Команда была на грани бунта на почве бытового расизма: матросы выгоняли эскимосов из кубрика, но Бартлетт быстро навёл порядок и больше подобного рода инцидентов не было. Впрочем, возведение отдельных помещений для эскимосов на верхней палубе тоже не вызывало энтузиазма у команды.

#### Незапланированный дрейф

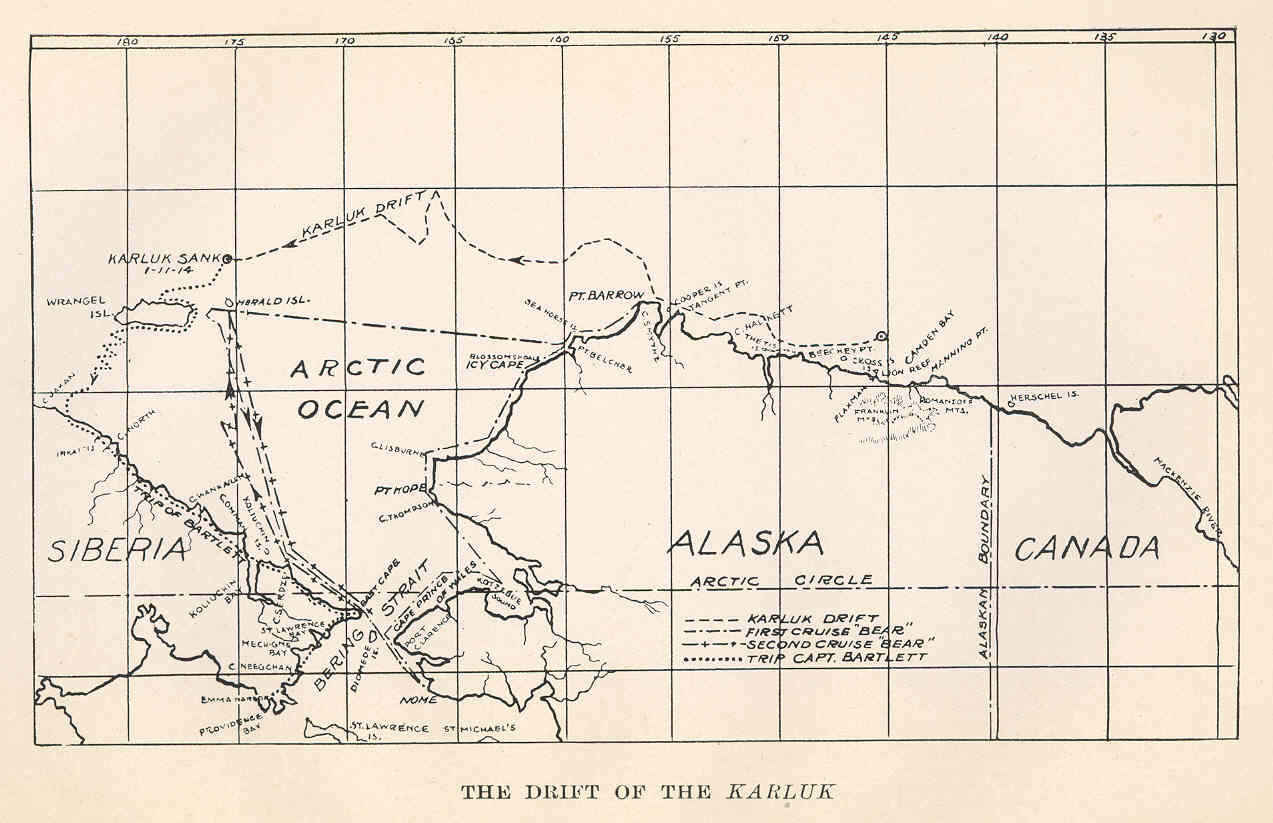
Карта дрейфа «Карлука» и возвращения его команды из отчёта Бартлетта

8 августа 1913 года Бартлетт рискнул начать движение по ледовым разводьям, поскольку до назначенной встречи до острова Хершел оставалась всего неделя, а летний сезон близился к концу. Капитан по привычке, усвоенной у Пири, чуть ли не круглосуточно находился в «вороньем гнезде», откуда высматривал путь и командовал. Любое соприкосновение со льдами вызывало сильные сотрясения корпуса, при этом удавалось пройти не более двух или трёх миль. Стефанссон решил отправить членов южного отряда (команда была перемешана) по суше, чтобы они самостоятельно добрались до «Мэри Сакс» и «Аляски» — вспомогательных судов. Бартлетт назвал этот план «самоубийством», тем более, что было «водяное небо» — отражение открытой воды на низкой облачности. Команда скучала, и каждый вечер устраивала в кают-компании граммофонный концерт. В экспедиции было около двухсот пластинок разного содержания, вскоре было замечено, что капитан предпочитает концерты Баха и «Паяцев», но не выносит рэгтаймов. Команду веселило, что грозный Бартлетт вырезывает картинки и стихи из журналов, и наклеивает их в альбом. Затем был устроен турнир по бриджу, а Маккей подбивал физически крепких коллег заняться боксом. Бартлетт поддерживал трёхразовый режим питания, но разрешал экспедиционерам есть что угодно в любых количествах, ибо «никогда не знаешь, как скоро у тебя не останется ни того, ни другого».
Вскоре Бартлетт и Стефанссон поссорились из-за планов. Начальник требовал двигаться вперёд любой ценой, хотя «Карлук» не был приспособлен раскалывать ледовые поля. Бартлетт предлагал остаться зимовать у берега, но 12 августа согласился продолжать плавание в северном направлении по разводьям. Когда берег потерялся из виду, судно было блокировано полем многолетнего льда. 13 августа завидели остров Флаксман, но движение было невозможно, а из-за неправильной перегрузки угля из трюма в машинные ямы «Карлук» накренился на правый борт. Бартлетт мобилизовал команду на исправление центровки. Затем он вознаградил людей, устроив настоящий праздник из своего 37-летия: Темплмэн накрыл стол кают-компании белой скатертью и подал ростбиф и языки, фруктовый десерт и разнообразные пироги. Трезвенникам наливали лаймовый сок, а остальным — виски, Стефанссон презентовал ящик сигар на всех, а Маккей исполнял шотландские баллады. Однако было ясно, что судно не освободится: поле старого льда шириной полмили быстро уносило в западном направлении и вскоре от острова команду отделяло 150 миль. 22 августа Стефанссон твёрдо заявил, что должен доставить учёных южной партии на остров по льду, однако все они отказались. Однако 24 августа льды начали ломаться и открылся проход на восток, но уже на следующий день льды сомкнулись. Маккей при помощи лага удостоверился, что течение несёт их к западу со скоростью мили в час. 28 августа дрейф сменился на юго-восточный, когда «Карлук» за сутки преодолел 12 миль.

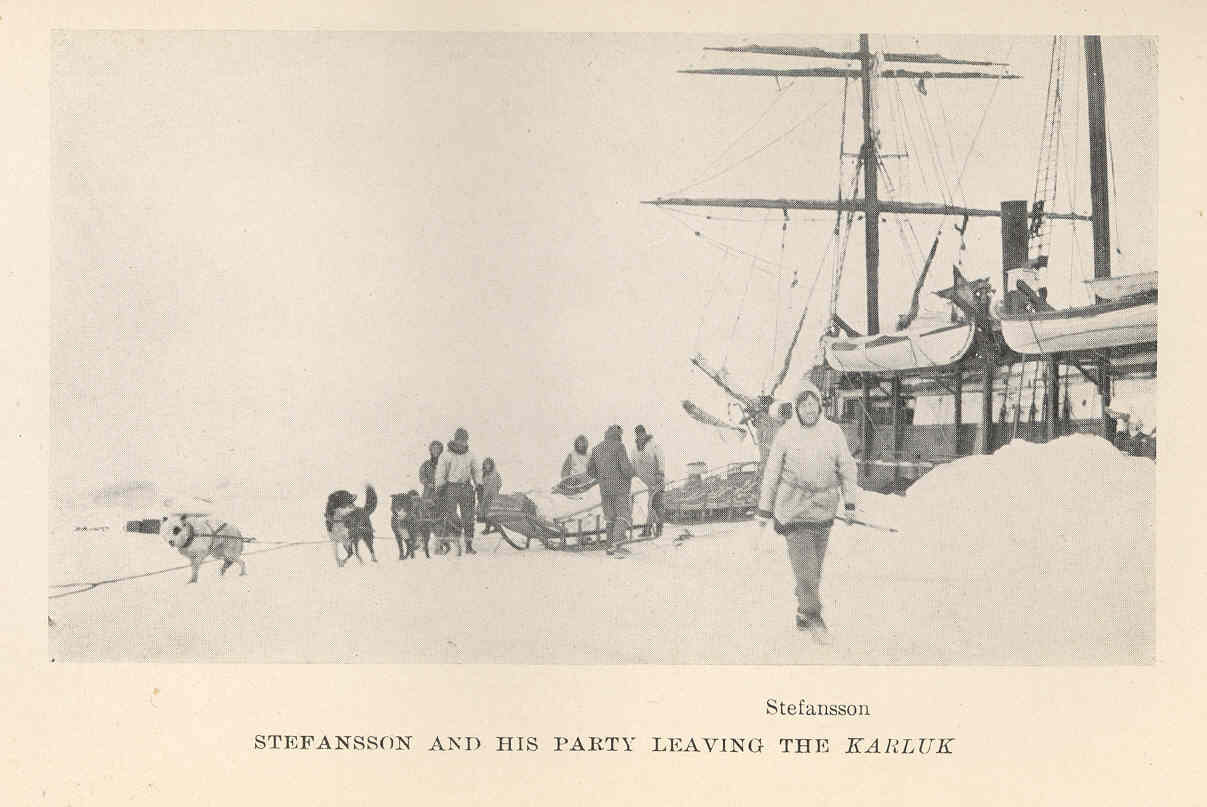
Стефанссон покидает борт «Карлука»

По мере сокращения светового дня Бартлетт стал ужесточать дисциплину, ввёл нормирование пищи, керосина и угля (начальство ещё надеялось передать часть запасов на «Мэри Сакс»). В полночь объявляли тушение огней. Эскимосы каждый день охотились на тюленей и медведей. К 10 сентября «Карлук» находился в 140 милях от мыса Барроу. 17 и 19 сентября норвежский лыжник Мамен и Маккей неудачно пытались выйти к суше, но возвращались из-за крайне изломанного льда, хотя до мыса Бичи было всего 16 миль. Вечером 19 сентября Стефанссон объявил за ужином, что намеревается взять с собой трёх учёных и эскимосов и добыть побольше оленей-карибу у мыса Тетис на реке Колвилл. 20 сентября Стефанссон отбыл на двух санях, запряжённых 12 собаками, взяв с собой секретаря экспедиции Макконнела, этнографа Дженнеса, фотографа Уилкинса и двух охотников-эскимосов; как оказалось — окончательно. На борту судна осталось 22 мужчины, эскимосская женщина и двое её детей. Через два дня разразилась настоящая зимняя метель и стало ясно, что дрейф неизбежен: буря несла ледовое поле со скоростью тридцати миль в сутки, не оставляя Стефанссону шансов на возвращение. В следующую неделю «Карлук» проделывал с ледовым полем по шестьдесят миль в сутки, вдобавок, ледовое поле постоянно ломалось и угрожало нанести корпусу серьёзные повреждения. Бартлетт распорядился вытащить на верхнюю палубу побольше провианта, оставшиеся на борту сани были загружены припасами на 20 дней для восьми человек, а эскимоску Кирук посадили шить зимнюю одежду на всю команду. Бартлетт писал в дневнике, что это было худшим положением из всех, в каких он оказывался в своей карьере моряка. Стефанссон добрался до острова Хершел 15 декабря, где обнаружил, что «Мэри Сакс» выжало льдами на гравийное побережье, а «Аляска» получила пробоину.
По мере того, как «Карлук» оказался над абиссальной впадиной (измерение глубины уже 26 октября показало 1115 саженей), в экипаже нарастал раскол. Мюррей и Маккей сравнили путь шхуны с погибшей в 1881 году «Жаннетой» Де Лонга, и пришли к выводу, что экспедицию ожидает тот же конец. Шотландцы решили не дожидаться гибели, и не доверяли Бартлетту. По сравнению с Шеклтоном он казался «бесхитростным, бесстрастным и лишённым воображения»; в дневнике Мюррея было написано, что капитан Боб бросил события на произвол судьбы и вовсе не думает об экипаже. Когда Маккей попытался обсудить вопрос об их походе с Бартлеттом, тот грубо оборвал врача и заявил, что не желает тратить время на разговоры. После этого Маккей стал много времени тренироваться на лыжах и достиг больших успехов в беге и прыжках. После наступления полярной ночи (12 ноября) Бартлетт установил специальную вахту для наблюдения за льдом и заставлял людей заниматься бурением и пилением льда и обустройством вокруг корпуса «Карлука» ледяной «подушки», которая, как он рассчитывал, убережёт корабль от сжатий. Далее на льду устроили эвакуационный склад: 250 мешков угля, 6 ящиков сушёной трески, 5 бочек спирта, 114 ящиков сухарей, 19 бочек патоки, 2000 погонных футов древесины для постройки зимовья, 33 канистры керосина, 3 ящика трескового филе, 4 ящика яиц, 5 бочонков говядины, 9 саней Пири, 3 угольных печи и 2 дровяные печи. Бартлетта беспокоило, что «Карлук» всё больше протекал и воду из трюма приходилось откачивать ежедневно. Шторм 21 ноября убыстрил дрейф в западном направлении, в каютах при этом температура опустилась ниже нуля. Бартлетт приказал эскимосам изолировать внешние стены надстроек снежными блоками. 24 ноября учёные провели обсуждение положения экспедиции, и пришли к выводу, что судно не переживёт зимы и затонет.

#### Гибель «Карлука»

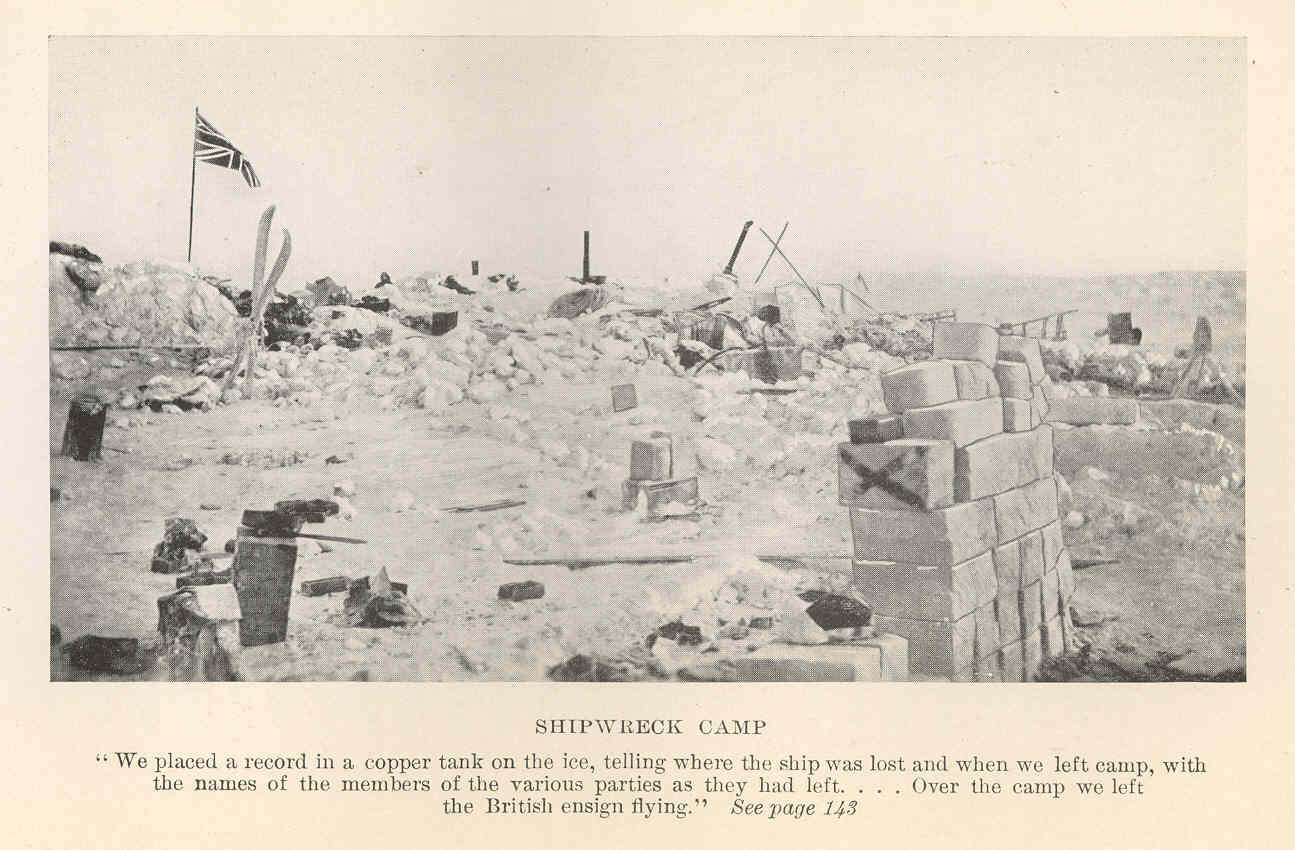
«Лагерь кораблекрушения»

22 декабря шхуну пригнало на расстояние 140 миль от меридиана острова Врангеля. Откачка воды занимала по полтора часа ежедневно. Шторм уже продолжался неделю, Бартлетт даже не пытался скрывать своей озабоченности. Маккей к тому времени настолько испортил отношения с капитаном, что они не разговаривали. После торжественного празднования Рождества (с изысканными лакомствами и спортивным турниром), 26 декабря началось сильнейшее ледовое сжатие (вал торосов снёс трап), когда команда была готова к полной эвакуации. Навигационные измерения показали, что 27 декабря команда оказалась в 53 милях от острова Геральд. Новый год отпраздновали самой ритмичной музыкой, какая только была в фонотеке, а Бартлетт выдал учёным бутылку виски, но сам не праздновал, и заперся у себя в каюте. После 3 января 1914 года ледовые сжатия были почти непрерывными и капитан отдал приказ быть готовыми к эвакуации в любой момент. Сильное ледовое сжатие, начавшееся в половину пятого утра 10 января, сначала выдавило корпус «Карлука» из ледяного ложа, а далее вал торосов нанёс со стороны кормы повреждения, которые не подлежали исправлению. Уровень воды в машинном отделении быстро повышался, Бартлетт отдал приказ в последний раз разжечь камбуз, чтобы обеспечить команде горячий чай и кофе, и скомандовал эвакуацию на лёд. Маккей напился и впал в буйство, а затем промок, Бартлетту и Мюррею пришлось его успокаивать, пока остальные лихорадочно вытаскивали из трюма оставшиеся ящики с провиантом. Почти половина груза осталась на борту, но уровень воды в трюме превысил 11 футов при крене 35°, и капитан запретил рисковать. Последним его приказом на «Карлуке» был подъём флага, чтобы корабль затонул с честью.

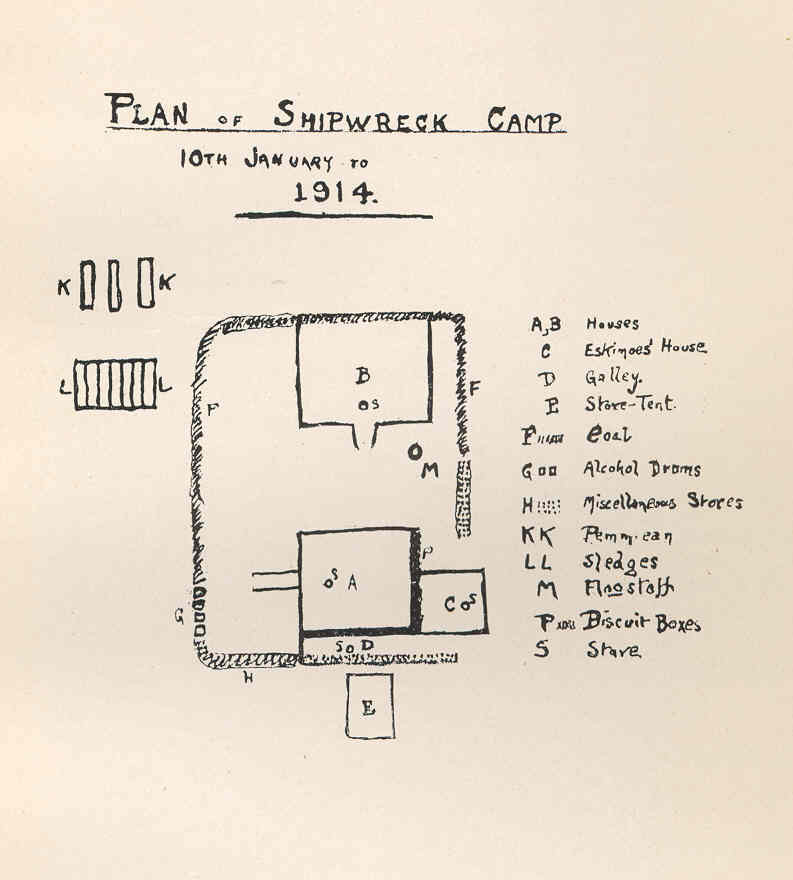
План «Лагеря кораблекрушения»

Эскимосы построили на льду два убежища из ящиков и снежных блоков площадью 15 × 12 футов каждый. Пол был деревянным, крыша брезентовая, посередине помещения располагалась печка. Маккей, Мюррей и Бартлетт оказались в разных хижинах. К четырём утра 11 января шхуна всё ещё держалась на плаву, поэтому капитан вернулся в кают-компанию. Он заварил себе кофе и слушал пластинки с записями музыки Брамса и Шопена на граммофоне; прослушанные пластинки он разбивал и бросал в печку. К пяти утра вода дошла до уровня люков главной палубы. Наконец, в 14 часов «Карлук» стал погружаться под воду. Бартлетт стоял на верхней палубе и напоследок завёл на граммофоне похоронный марш Шопена. Затем он спустил флаг и сошёл на лёд только тогда, когда кромка воды оказалась на одном уровне с фальшбортом. Мачты ушли под воду около 16 часов, измеренная глубина в том месте была 38 морских саженей. «Карлук» затонул примерно в той же точке, где начался дрейф «Жаннетты» лейтенанта Де Лонга.
Бартлетт сохранил в «Лагере кораблекрушения» обычные порядки: завтрак объявляли в восемь часов утра, а отбой в десять вечера. В каждом из двух бараков-убежищ был ночной вахтенный, который поддерживал тепло и следил за состоянием льда. Первым делом провели ревизию снаряжения и расположили его по порядку. Работы можно было проводить только до половины четвёртого, поскольку полярный день только начинался. Впрочем, уже 14 января Бартлетт впервые высказался о необходимости идти на материк, который располагался в 250 милях по прямой. Поскольку удалось спасти медвежьи и оленьи шкуры, до наступления весны нужно было успеть сшить меховую одежду. Для борьбы с деморализацией Бартлетт возобновил шахматный турнир и даже проводил танцы. Оппозицию начальнику составляли Мюррей, Маккей и француз-этнограф Анри Боша, которые уклонялись от общих работ. Поскольку осталось только 24 собаки, Бартлетт предложил отправиться на материк вчетвером. В команду он включил, кроме себя, нотариуса Маккинли, норвежца-лыжника Мамена и эскимоса Катактовика. Они должны были строить иглу вместо палаток, и взять провианта на 50 дней для себя и только на 35 для собак, ибо слабейших будут скармливать сильнейшим. Капитан предложил дойти до якутского берега и далее следовать к Берингову проливу. Однако Мамен убедил его отправить сначала передовой отряд, а затем отпустить его с эскимосами. 21 января оба отряда выступили на остров Врангеля, воспользовавшись улучшением погоды. В авангардный отряд входили первый помощник Андерсон и второй помощник Баркер, а также матросы Брэди и Кинг. Мамена сопровождали эскимосы Куралук и Катактовик.
31 января к Бартлетту обратились Маккей и Мюррей с просьбой тоже отпустить их на материк. С собой они брали Боша и матроса Морриса. Капитан потребовал от них официальное письмо с отказом от ответственности, взамен выдав необходимые припасы и снаряжение на пятьдесят дней пешего пути. 3 февраля вернулся Мамен, который сообщил, что людям Андерсона удалось дойти до острова Геральд, что вызвало недоумение капитана. 5 февраля отправилась группа Маккея, сильно истощённых участников которой видел стюард Шафе спустя десять дней, когда пытался отыскать спутников Мамена. После этого Маккей и его товарищи, вероятно, погибли.

#### Спасение

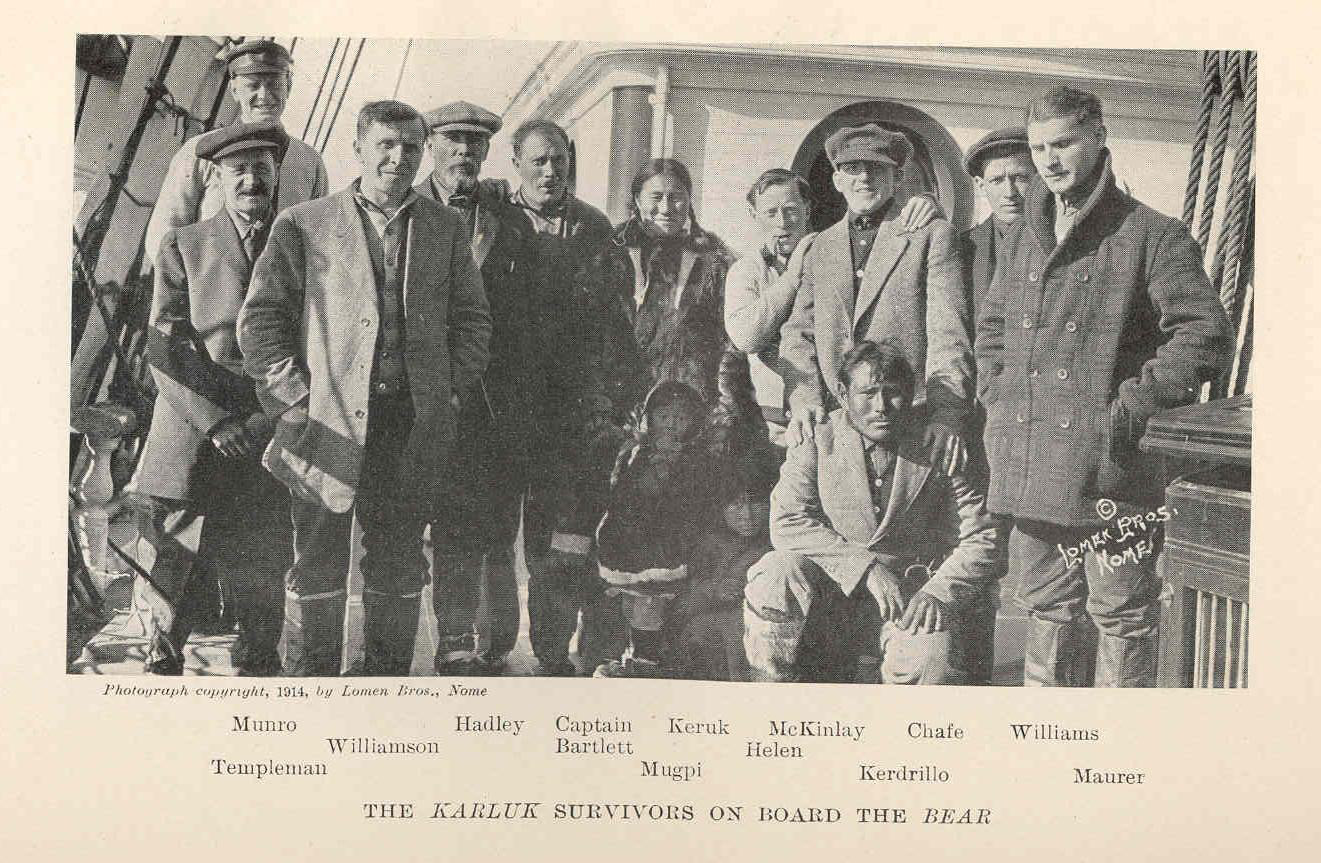
Выжившие члены команды на борту «Медведя»

19 февраля с группой четверых зимовщиков выступил и сам капитан Бартлетт на трёх нартах, которые волокли он сам, Куралук и Катактовик. Ездовых собак к тому времени осталось четыре, а спустя пять дней двинулись девять оставшихся зимовщиков (включая 11-летнюю эскимосскую девочку, прозванную «Хелен»), у которых было 10 пригодных собак и три негодных для тягла. 28 февраля отряды соединились, далее путь им преградил гребень сжатия, тянувшийся до горизонта. Высота его достигала 50 — 70 футов. Бартлетт приказал прорубаться при помощи топоров и ледорубов, а освободившихся собак и пустые сани отправил за дополнительными припасами в ледовый лагерь. К 10 марта были доставлены припасы, а за следующие два дня были преодолены семь миль в сплошных полях битого льда. Бартлетт направился прямо к острову Врангеля, которого достигли в час пополудни 12 марта 1914 года. Участники экспедиции были охвачены буйной радостью, не думая, что достигнут какой-либо земли. Поскольку на острове водились белые медведи и на берегу хватало плавника для топлива и обустройства убежища, Бартлетт решил сразу же идти на материк, не дожидаясь ухудшения погоды и таяния льдов. С собой он брал только вдовца Катактовика, они выступили 18 марта прямо во время снежной бури.

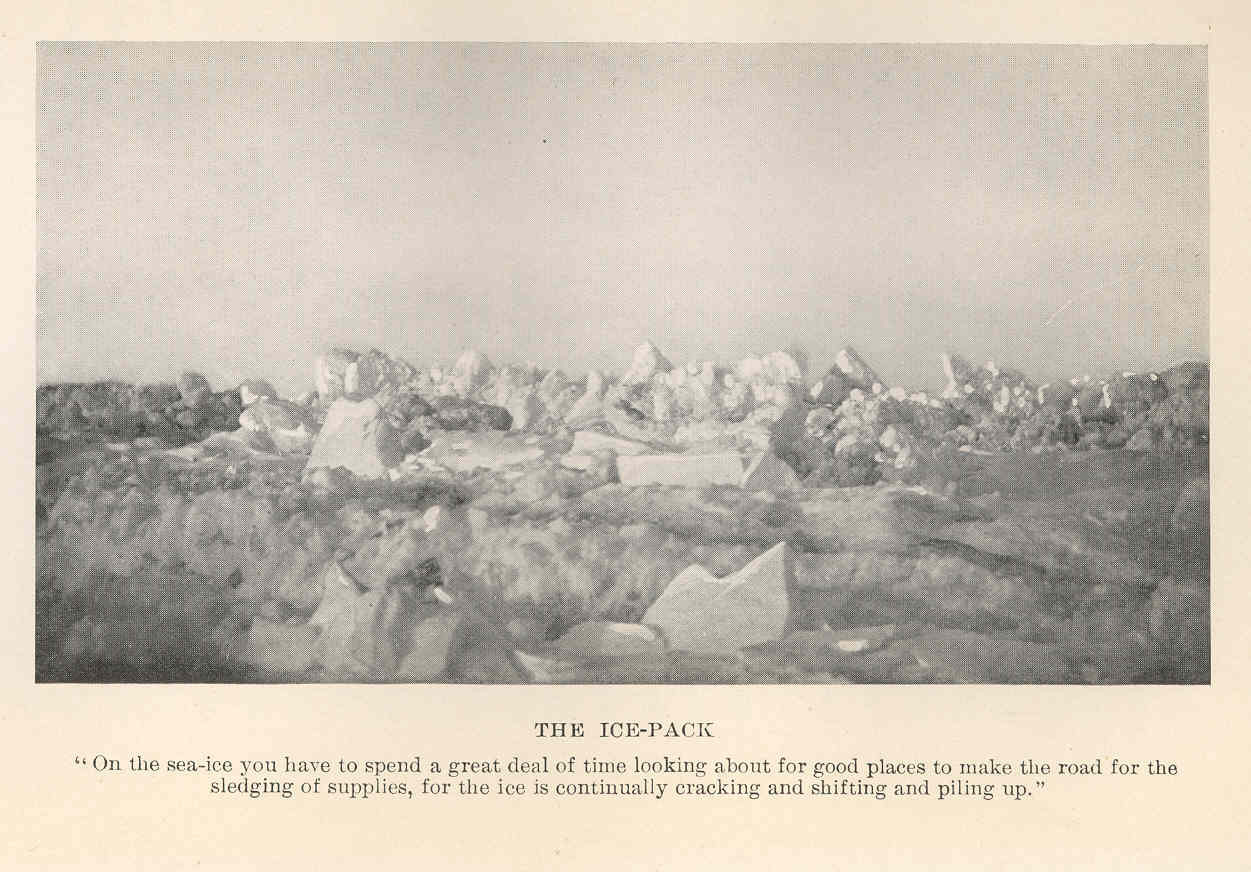
Поля битого пакового льда

Моряк и охотник-эскимос располагали семью собаками, и припасами на 48 дней пути. Пройдя 40 миль в полностью изломанных ледовых полях (первые пять миль потребовали суточного перехода), люди вышли на более менее приемлемую поверхность. Однако ледовые поля двигались с большой скоростью, и путники рисковали лишиться запасов при сжатии или быть отнесёнными далеко от суши. Однако во льдах водились тюлени и медведи, что позволяло хорошо кормить собак (которые поначалу сгрызли сбрую от голода) и экономить собственные припасы. Лишь через две недели увидели берег, и через три дневных перехода ступили на землю Чукотки, от выхода из Лагеря кораблекрушения прошло 45 дней и 37 дней занял путь от острова Врангеля. Бартлетт сильно страдал от снежной слепоты. Чукчи оказали пришельцам радушный приём, хотя Катактовик рассказывал, что они очень кровожадны и убивают всех, кто высаживается в их стране. Бартлетт откровенно писал в дневнике, что «о Сибири знал примерно столько же, сколько о Марсе», но верил в гостеприимство местных «туземцев». Хотя язык был непонятен, но чукчи отремонтировали меховую одежду, брали эскимоса и канадца в свои дома и щедро снабжали припасами. Однако ездовых собак было мало, а до Берингова пролива было почти 400 миль. Кое-как сторговав всего одну собаку (старейшина чукчей знал несколько слов по-английски), Бартлетт и Катактовик прошли до Берингова пролива до русского торгового форпоста, где встретил начальство — барона Клейста. Здесь же имелся телеграф, по которому во внешний мир пошло известие о гибели «Карлука». Вскоре прибыл «Герман» капитана Педерсена (первого командира «Карлука»), который доставил к 28 мая Бартлетта на Аляску. Отсюда капитан смог связаться с военно-морским министерством в Оттаве. Очень много времени заняли поиски судна, готового рискнуть пробиваться к острову Врангеля. Наконец, в середине июля Бартлетт нанял ньюфаундлендский тюленебой «Медведь», который в 1884 году участвовал в спасении экспедиции Грили под командой двоюродного деда самого Роберта. Деньги появились из-за того, что табачные фабриканты просили разрешения капитана использовать его имя и портрет для рекламы. Тогда «Медведь» был приписан к американскому морскому патрулю Берингова пролива. Тяжёлые льды позволили 24 августа подойти к острову не ближе двадцати миль, и 27 августа из-за истощения запасов угля пришлось возвращаться. 8 сентября, когда «Медведь» предпринял последнюю попытку, он встретил шхуну «Кинг и Винге», которая накануне подобрала выживших на острове. Оказалось, что во время летовки погибли ещё трое, включая Мамена, который сильно повредил колено ещё в январе. Останки погибших на острове Геральд были обнаружены лишь в 1924 году.
После возвращения Бартлетта его отношения со Стефанссоном были непоправимо испорчены. Педерсен после вывоза команды «Карлука» с острова Врангеля предложил начать официальное расследование деятельности главы Арктической экспедиции и его причастности к гибели корабля. Это вызвало сильное раздражение Стефанссона, который в декабре 1915 и январе 1916 годах обвинял Бартлетта в письмах, направленных в канадское правительство. В его версии именно Роберт не предпринял необходимых усилий для спасения людей, а операция на острове Врангеля была названа «грандиозным спектаклем». Сам капитан в 1916 году опубликовал книгу «Последнее плавание „Карлука“», в которой избегал критики Стефанссона и представил дрейф как стечение непредвиденных обстоятельств. Впрочем, Бартлетт сравнивал свой опыт на «Рузвельте» и «Карлуке», и много писал о недостатках снаряжения экспедиции. Сам Стефанссон высказывал негативные комментарии в адрес Бартлетта ещё в 1918 году, это отразилось и в его книге «Гостеприимная Арктика».

### Годы кризиса

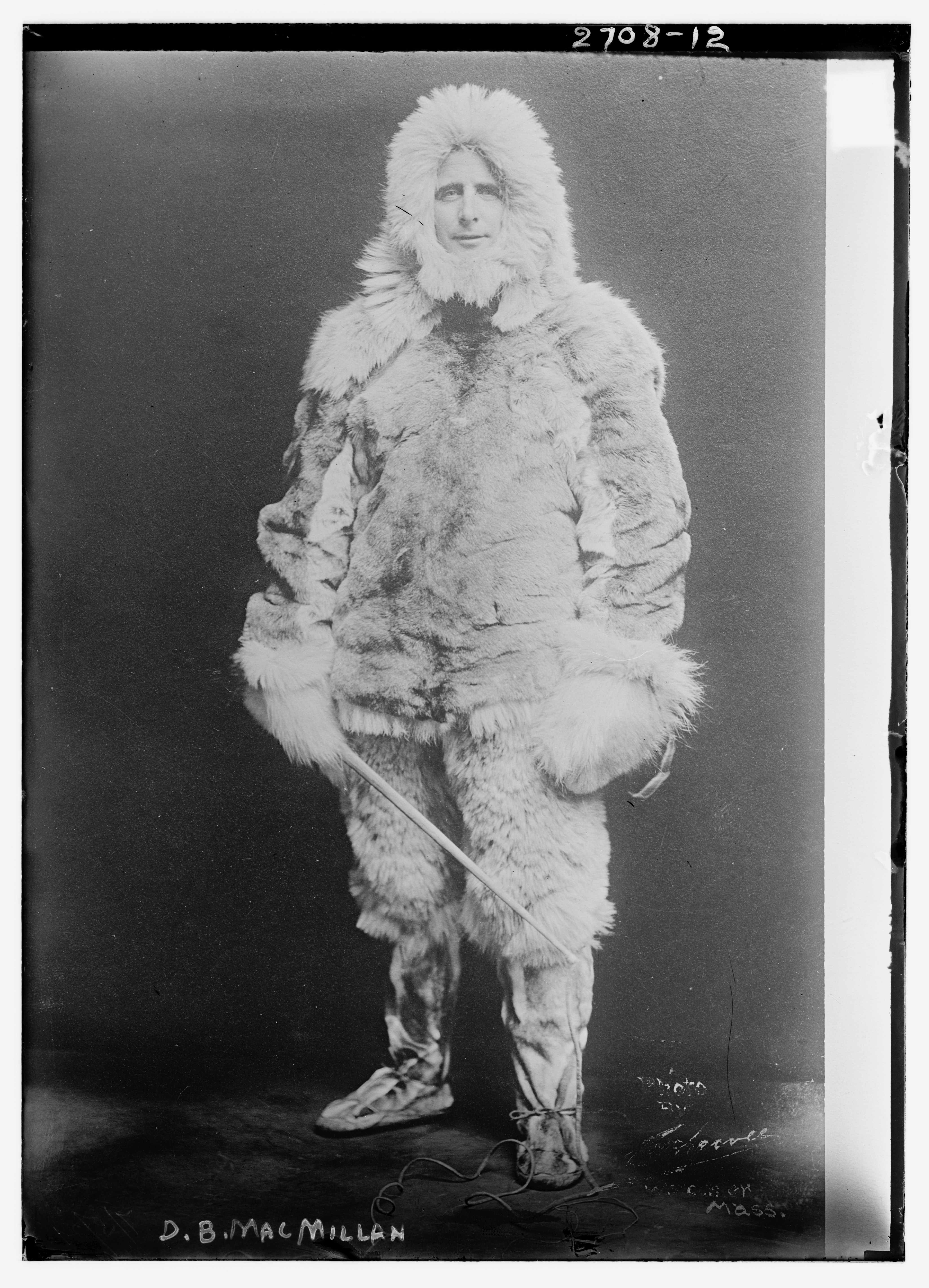
Дональд Макмиллан в эскимосской полярной одежде

После возвращения с Аляски Бартлетт погрузился в депрессию. Он продолжал промышлять тюленей с отцом или одним из дядей, что составляло основную часть дохода моряка, но так и не удостоился самостоятельной роли в семейном деле. Гарольд Горвуд утверждал, что комиссия Британского адмиралтейства, проводившая расследование результатов плавания на «Карлуке» признала Бартлетта виновным в гибели судна и группы Маккея, которая попыталась пройти на остров Врангеля. После начала Первой мировой войны Бартлетт поступил в Транспортное управление американской армии, занимаясь каботажными перевозками военных грузов, единственный дальний рейс был совершён в Гонолулу с грузом динамита. Он даже получил временное звание лейтенант-коммандера вместе с назначением на спасательное судно, которое должно было вызволить американский военный корабль из ледяного затора. За время войны Бартлетт лишился двух младших братьев: один пал на Западном фронте, второй умер от последствий эпидемии на Ближнем Востоке.
В 1917 году Бартлетта привлёк к работе Арктический клуб. Бывший спутник Пири Дональд Макмиллан, который в 1913 году попытался отыскать якобы увиденную ещё в 1906 году далёкую землю, названную в честь спонсора Крокера, не подавал известий. Это была последняя американская экспедиция в высокие широты, использующих технологии «золотого века полярных исследований»: парусно-паровые деревянные суда снабжения и собачьи упряжки. В сезон 1917 года на пути в Эта пропали три судна экспедиции, судьбу которых предстояло прояснить Бартлетту на старом тюленебое «Нептун». Ледовая обстановка была необыкновенно тяжёлой: понадобилось 12 дней, чтобы пересечь ледовые поля залива Мелвилл. Южнее Гэйп-Пэрри был обнаружен транспорт «Дания», с которого сняли уголь и припасы. 1 июля 1917 года Бартлетт в буквальном смысле пробился в Эта, при этом корпус «Нептуна» получил пробоину в носовой части. Тем не менее, команда Макмиллана была благополучно доставлена в Сидни.
После окончания войны Бартлетт начал целенаправленную кампанию по проведению комплексных исследований Арктического бассейна. Он предложил построить современный стальной корабль с дизельным двигателем, который выдержит ледовые сжатия и позволит, вмораживая его в лёд, составить точные карты континентального шельфа и океанских впадин, ветров и течений. Спонсоры гарантировали 100 000 долларов, но не удалось заинтересовать правительство, тогда как верфь запросила за реализацию проекта минимум 210 500 долларов, что означало примерно полумиллионные издержки на первый экспедиционный этап. Бартлетт даже сумел обеспечить лобби ВМФ, но президент не захотел финансировать этот проект. Капитану в конце концов пришлось основать «Арктический совет Бартлетта», в который вошли представители Института Карнеги, университетов и научных обществ, даже Британского адмиралтейства; канадская военно-морская служба проигнорировала новую организацию. Тяжёлые испытания и постоянные неудачи привели Бартлетта к депрессии и постепенному скатыванию к алкоголизму. Трезвенник по воспитанию, во время войны он стал умеренно выпивать, и за десять лет после крушения «Карлука» постепенно спился. Сильный удар нанесла Роберту смерть Пири в 1920 году, а также дискуссия о том, достиг ли тот в действительности Северного полюса. Репутация алкоголика в начале 1920-х годов сорвала немало инициатив Бартлетта. Лишь в 1923 году Национальное географическое общество отправило «капитана Боба» на Аляску в составе команды знакомого ему патрульного судна «Медведь». После конфликта с командиром «Медведя» Бартлетт вернулся в Нью-Йорк, не написав ни одного репортажа, и не сделав фотографий, после чего беспробудно пил. «Сухой закон» его не коснулся, поскольку благодаря друзьям из высшего общества у него был постоянный бутлегер. На склоне дней капитан вспоминал, что превратился в завсегдатая ночных клубов, в которых его бесплатно кормили и угощали выпивкой, фактически сделав частью развлекательной программы. Зимой 1924 года он был сбит грузовым фургоном при пересечении 44-й стрит, сломал ногу и несколько рёбер. Проведя три месяца в больнице, Роберт Бартлетт дал зарок более не прикасаться к спиртному, и сдержал его.

## Последние десятилетия

### «Эффи Моррисси». Три путешествия с Джорджем Патнэмом

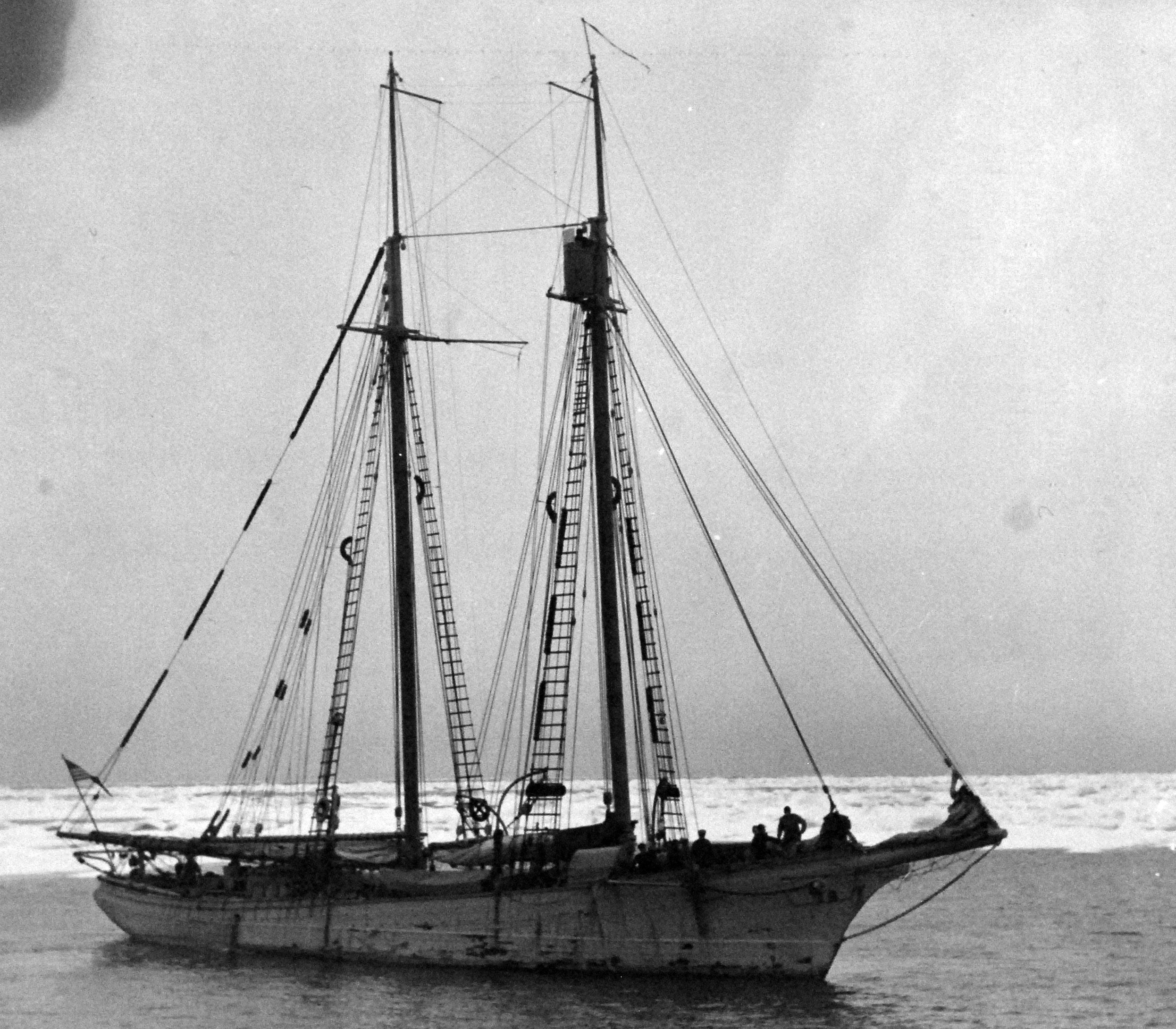
Шхуна «Эффи М. Морриси» в заливе Унгава в мае 1944 года

Для последующей судьбы Бартлетта решающую роль сыграло знакомство с миллионером Джеймсом Фордом (коммодором Larchmont Yacht Club), который в 1925 году предложил моряку спонсировать приобретение собственного полярного судна. Выбор Роберта пал на собственность его кузена Гарольда Бартлетта из Бригуса — «Эффи М. Моррисси», деревянную рыболовную шхуну, спущенную на воду ещё в 1894 году. Название она получила в честь дочери первого владельца. После небольшого торга родственники сошлись на сумме в 6000 долларов; Форд без церемоний подписал чек. На этом судне валовой вместимостью 120 тонн моряк проработал последующие двадцать лет и совершил двадцать арктических плаваний. Приобретя судно, летом 1925 года Бартлетт мобилизовал друзей и покровителей, сумев за счёт дарений и займов перекупить рыболовные угодья отца в Ист-Турнавике. Испытания «Моррисси» показали, что она обладает отличной мореходностью, так, однажды, удалось буквально чудом разминуться с айсбергом. Рыбалка в заливе Саглек была неудачной, однако в Турнавике в трюмы было принято 1000 центнеров рыбы. В финансовом отношении сезон оказался неудачным: меньше половины груза принадлежало самому Бартлетту, прочее было принято на реализацию. Из-за штормов Роберт пропустил осеннюю ярмарку в Бригусе, и уже не мог получить настоящую цену. Оптовик мог выплатить наличными лишь половину оговорённой суммы, а долг пошёл в счёт страховки от убытков в следующем сезоне. Вырученные средства позволили Бартлетту установить на шхуну дизельный двигатель и обшить подводную часть гринхиртом — тропической древесиной из Гвианы, которую широко применяли в полярном судостроении. Корпусные работы выгоднее всего было произвести в Бригусе, а механические — в Нью-Йорке. Весенний перегон 1926 года оказался одним из самых драматических в морской карьере Бартлетта. Капитан столкнулся с серией штормов, которые постоянно дули с юга, препятствуя передвижению; лавировка заняла больше недели. Бартлетта даже объявили в прессе погибшим.
В 1926 году Бартлетт организовал первую собственную экспедицию на «Эффи Морисси». Главным его партнёром стал Джордж Патнэм, который пошёл на шхуне вместе с 13-летним сыном. На судне разместилась команда Мичиганского университета под руководством геолога Уильяма Хоббса; главным спонсором выступил Американский музей естественной истории. Коммерческая часть плавания включала доставку грузов и припасов для фактории Кнуда Расмуссена в Туле. Всего на небольшую шхуну набилось 34 человека, семеро из которых были вынуждены спать в гамаках, подвешенных в кают-компании. Впрочем, большая часть пассажиров высаживалась в Гренландии, и не следовала в Арктический архипелаг. Для своих нужд Бартлетт взял два моторных бота с дизельными двигателями и запас жидкого топлива на весь летний сезон, а также много табака, который был своеобразной валютой при расчётах с аборигенами Гренландии. Всё это было куплено на средства Патнэма, который вложил в экспедицию и её снаряжение 40 000 долларов, впрочем, рассчитывая часть их вернуть после публикации материалов о поездке и проката отснятого киноматериала. В плавании участвовал и студент-инженер Роберт Пири-младший, сын умершего семь лет назад главного патрона Бартлетта.

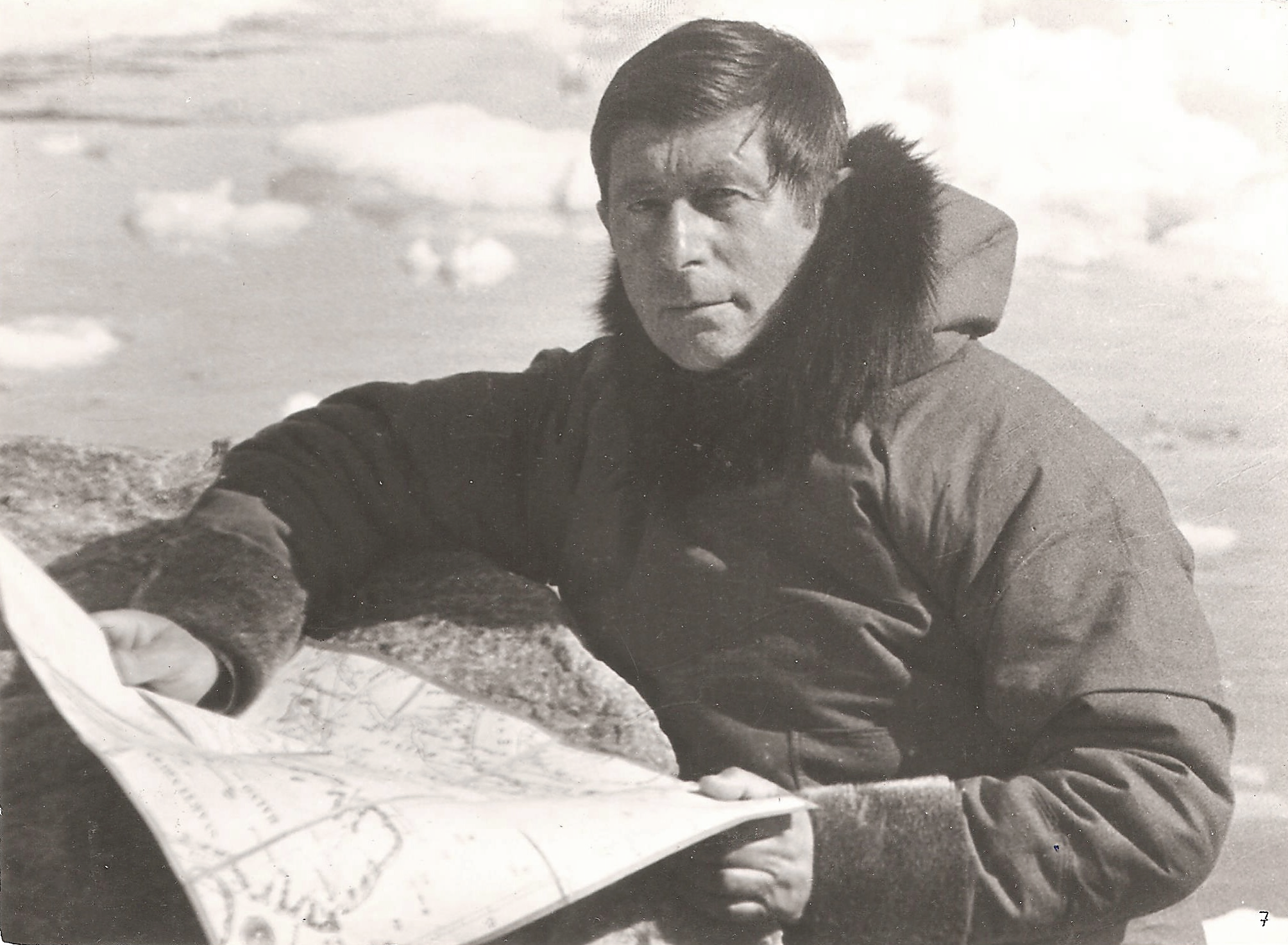
Кнуд Расмуссен

Выйдя из Сидни 26 июня, через четыре дня «Моррисси» столкнулась с ледовыми полями, где проявила отличную манёвренность под дизелем. На преодоление 1440 миль до Гренландии понадобилось девять дней. 6 июля были высажены учёные Мичиганского университета, следующей целью был остров Диско. На пересечение залива Мелвилл понадобилось всего 29 часов (в 1917 году такой переход занял 12 суток). В Туле едва не произошло катастрофы: шхуна пришвартовалась к айсбергу, на котором один из туристов вздумал пострелять. Зная, что ледяные горы летом крайне неустойчивы, Бартлетт немедленно приказал запускать дизель и поднять якорь; действительно, айсберг опрокинулся. Выгрузив припасы для фактории, капитан двинулся к заливу Инглфилд. Здесь во время прилива шхуна прошла над подводными скалами, и во время отлива оказалась почти на суше; корпус лёг набок. В шесть часов, которые занимал отлив, команда разгрузила трюмы, и стала ждать прихода воды. Судно встало на киль, но открылось несколько течей, тяжёлый труд команды (откачка воды из трюма ручной помпой заняла 38 часов) облегчило появление эскимосов из Эта. Полузатопленную шхуну направили в Упернавик, до которого было 600 миль. В Туле неожиданно оказалось, что у Расмуссена имелся спасательный бот и водолазное оборудование, которое помогло заделать самые серьёзные течи. Этим занялись лично капитан Боб и Кнуд Расмуссен, облачившись в скафандры; помимо конопатки и подвода пластыря, им пришлось удалить расщеплённый фальшкиль. Бартлетт писал, что наличие такого оборудование в пятистах милях от Полярного круга, «поистине, было шансом на миллион». «Моррисси» более не грозило затопление. Далее Бартлетт активно занялся ловлей морской и придонной фауны, а также промерами глубин с помощью эхолота, которое производилось в проливах Смит и Джонс, между островами Элсмир и Девон, а позже в проливе Ланкастер и заливе Понд, тянущихся к западу от пролива Эклипс, к югу от острова Байлот.
В Хольстенборге на борт вернулась команда профессора Хоббса. На обратном пути близ Лабрадора в ледовых полях был потерян гребной винт, но это не составляло проблемы — ледовые поля почти закончились, а под парусами шхуна легко делала по восемь-девять узлов, покрывая в среднем 120 миль в сутки. В Сидни прибыли 22 сентября, где «Эффи Моррисси» ввели в док для ремонта. Оказалось, что бронзовый гребной винт образовывал электролитическую пару со стальным дейдвудом, и разрушение произошло из-за коррозии, а не повреждения льдами. Зато полностью оправдала себя ледовая обшивка из гринхирта: корпус почти не получил повреждений и нуждался лишь в конопатке. Это позволило сразу законсервировать судно на зиму в Бригусе. Двое участников путешествия опубликовали книги о своих приключениях. Сам Бартлетт тоже решил опубликовать книгу о своих путешествиях; она выпущена в свет в 1928 году под названием «Журнал Боба Бартлетта» в издательстве Патнэма. Биограф Г. Горвуд утверждал, что устные рассказы и дневники Бартлетта были приведены в литературный вид тем же «литературным негром», который ранее оформлял книги Роберта Пири. Результаты плавания полностью устроили спонсоров, с тех пор постоянную поддержку оказывал также Институт Карнеги. Впрочем, бюджет научных учреждений был ограничен, поэтому Бартлетт предпочитал брать богатых туристов и охотников, и изыскивать другие пути для заработка. Например, в плавании 1926 года в море были найдены плывущие белые медведи. Самку застрелили, а двух медвежат выловили и успешно продали в Зоологическое общество Нью-Йорка.
Патнэм в сезон 1927 года предложил Бартлетту совершить путешествие в бассейн Фокса и в проливы Фьюри и Хекла, которые открывали Северо-Западный проход. Отплытие состоялось из Бригуса — малой родины Бартлетта — 23 июня 1927 года. Первая остановка была совершена на острове Скульпин, где предполагалось наличие остатков поселения викингов в Новом Свете. Разведка на местности показала, что остров когда-то был лесистым. Были обнаружены остатки каменно-дёрновых эскимосских построек, но ничего похожего на скандинавские дома железного века. 4 июля двинулись далее, и немедленно были зажаты ледовым полем. Был потерян гребной винт и повреждён сальник гребного вала. Лишь на посту Амаджуак удалось кренговать судно и поставить новый винт, а также взять эскимосского лоцмана до мыса Дорсет. В проливе Фокса заарканили живьём белого медведя, который уже на палубе вырвался и вцепился в снасти. Сноровка первого помощника Уилла Бартлетта позволила пристрелить зверя прежде, чем он нанёс урон такелажу. Во время тумана в отлив «Моррисси» села на мель; именно в этих местах во время прилива вода поднималась почти на сорок футов. Когда вода ушла, вокруг судна, стоящего на грунте, можно было ходить, «не замочив ног». Очень опасным оказался шестифутовый приливный вал, двигавшийся с семиузловой скоростью. Был порван анкерный канат, но якорная цепь выдержала. Дальнейший путь проходил через ледовые поля и айсберги. Это не помешало начать поиски острова-призрака Спайсер, не обнаружив ничего, кроме морских глубин, на месте его обозначения на карте. Устье проливов Фьюри и Гекла было сплошь забито льдом, поэтому Бартлетт предпочёл повернуть к мысу Дорсет, где осталась группа учёных. Вновь проникнуть в этот район и более или менее надёжно картографировать его Бартлетту удалось лишь в 1934 году. Материалы исследований морской фауны этого района были опубликованы Йельским университетом в 1937 году.

### Путешествия 1930-х годов

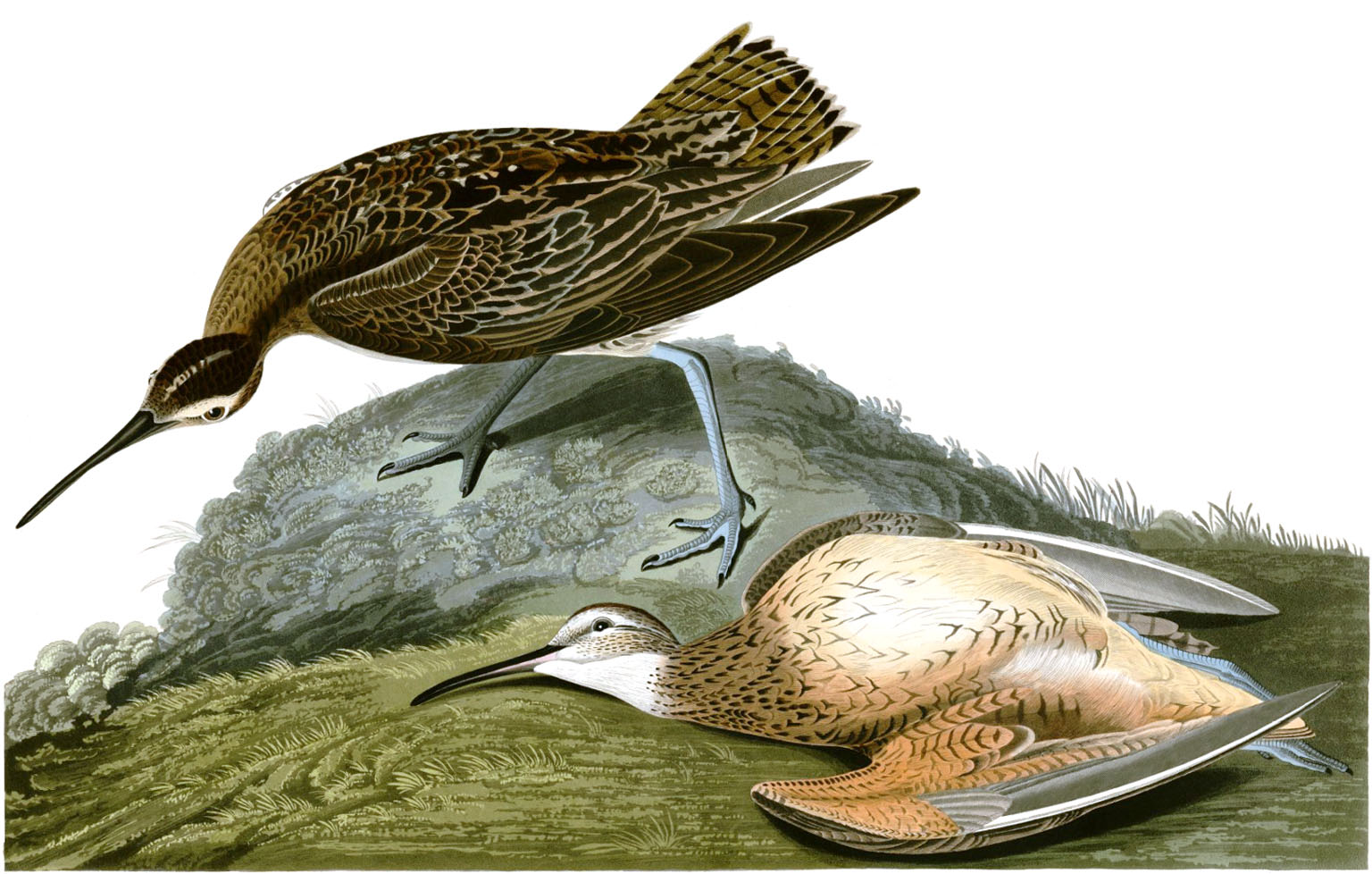
Эскимосский кроншнеп на иллюстрации Одюбона

В 1928 году Бартлетт был командирован Музеем естественной истории в российский сектор Арктики для сбора биологических образцов. В 1929 году он совершил поход на Лабрадор с киноэкспедицией Мориса Келлермана, который её и спонсировал. Далее в течение трёх сезонов Бартлетт работал на северо-востоке Гренландии, почти не изученном на тот момент. Его главным спонсором и заказчиком выступил Музей американских индейцев, руководство которого в 1930 году пожелало изучить ареал проживания эскимосов на крайнем Севере; далее присоединились ещё восемь организаций. Бартлетт в рекламных целях назвал своё плавание «Экспедицией в затерянную землю эскимосов». На этот раз шхуна зашла в Исландию, поскольку Бартлетт был приглашён на празднование тысячелетия старейшего парламента Европы — альтинга. Далее двинулись по открытой воде параллельно ледовым полям. С 9 по 11 июля 1930 года «Моррисси» прошла по разводьям и достигла материкового берега, где пришвартовалась к айсбергу в девяти милях от суши. Дальнейшие исследования проводились во время санных походов, которыми командовал археолог Джуниус Бирд. Бартлетт оставался на судне, занимаясь сбором морских образцов. Далее «Моррисси» попала в зону сильного сжатия, когда валы торосов поднялись выше уровня палубы, что напомнило Бартлетту гибель «Карлука». Капитан объявил готовность к эвакуации и спустил на лёд моторный бот. Однако дубовая конструкция выдержала, и шхуна соскользнула на открытую воду в открывшейся полынье. Это позволило пройти ещё на 100 миль к северу в Германия-Харбор, также обнаружив брошенные эскимосские стойбища. Это был единственный тёплый сезон, который позволил дойти до этих широт. На суше были обширные луга с цветущими полярными маками, на которых паслись овцебыки. Натуралисты добыли в этих местах несколько сотен видов растений и насекомых. На обратном пути в Датском проливе в точке с координатами 63°42' с. ш., 33°42' з. д. Бартлетт наблюдал примечательный мираж, который демонстрировал горы Исландии, находившиеся тогда от шхуны в 335 милях. Для экипажа, по возможности, предусматривались удобства. Поскольку одним из главных развлечений в полярных экспедициях была еда, Бартлетт старался сделать её максимально роскошной. В его бумагах сохранилось меню обеда, поданного в море 4 июля 1931 года на полпути от Исландии к Земле Германии в Гренландии. В меню значились: жареная телятина со сладким картофелем, горохом и свёклой, маслины с томатным соком, флоридские фруктовые пресервы, апельсиновое мороженое, шоколадный пирог, орехи, инжир, шампанское Petit Gruyere St. Bernard и шерри-бренди. Вскоре пришли известия о скоропостижной кончине в Бригусе отца капитана — Уильяма Бартлетта. Роберт приспустил флаг, и собрал родных в своей каюте, где прочитал псалом 90.

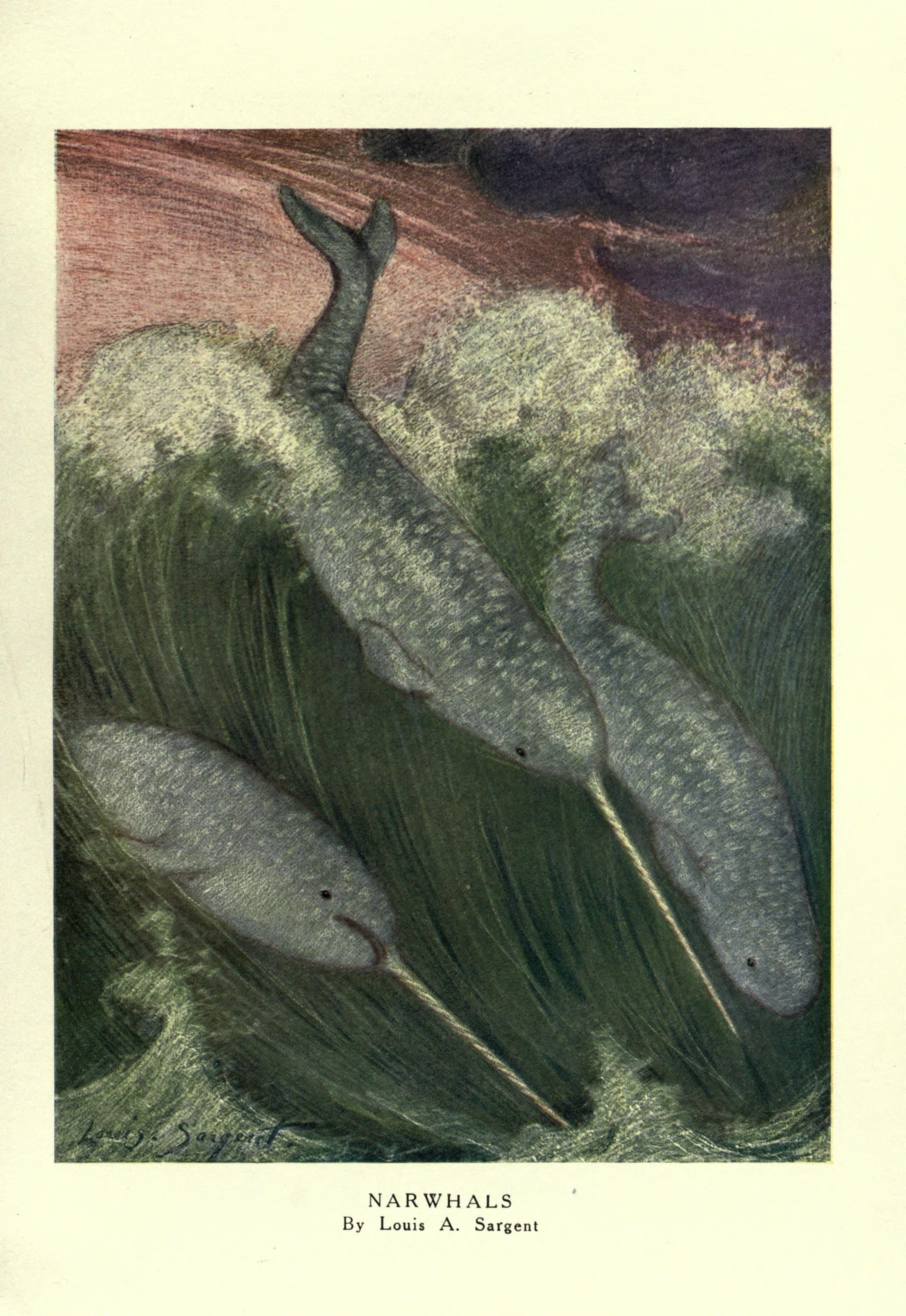
Нарвалы на иллюстрации Льюиса Сарджента

За время собственных путешествий Бартлетта не было потеряно ни одного человека. С самого начала он предпочитал работать с земляками и родственниками, в том числе своими дядями и племянниками. Учёные, как правило, сопровождали капитана Боба в течение нескольких сезонов: будучи интровертом по натуре, он предпочитал проверенных людей, с которыми уже нашёл общий язык. Постоянным фотографом и кинооператором сделался племянник Энджел Бартлетт, который достиг большого профессионализма. Фирма Pathé положила Бартлетту жалованье 3900 долларов в год и снабжала фото- и киноплёнкой, не предписывая ни сюжетов, ни иных условий. Руководство компании было уверено, что каждый год канадцы предоставят востребованные публикой эффектные кадры. Боб Бартлетт однажды даже сыграл самого себя — капитана-промысловика — в художественном фильме «Викинг». Сцены с его участием отсняли в Сент-Джонсе, и критики отметили его «пронзительный голос» и утрированно-дилетантскую манеру игры, в которой проявилась его природная жёсткость характера.
Изданная в 1934 году книга «Плавания во льдах» не окупила даже своего издания. Известно, что в июне 1938 года автор получил 13 долларов 50 центов отчислений от продажи 45 экземпляров «Плаваний во льдах», а ещё через шесть месяцев — 29 долларов 10 центов (97 экземпляров). Из напечатанных 600 экземпляров за пять лет удалось продать примерно половину: как сокрушался Бартлетт, книга «не позволила даже оплатить счетов за табак». В год её издания он выбросил трубку за борт, и больше никогда не курил. Главным источником существования капитана стали туристы, многие из которых ходили с ним не по одному сезону, несмотря на то, что с одного пассажира взималась плата в 1000 долларов. Продюсер «Викинга», погибший во время киноэкспедиции, — Уорик Фриссел — тоже входил в их число. Клиентурой капитан Боб дорожил, и потому отклонил предложение Ричарда Бэрда возглавить морскую часть экспедиции в Антарктиду. Гонорары тратились на содержание фермы и ресторана в Бригусе, которыми распоряжались мать и сёстры. В 1928 году он пожертвовал церкви в Бригусе 28 долларов, и ещё передал 167 долларов морякам Нантакета, которые лишились снастей и лодок во время урагана. Племянники служили за жалованье, Энджел на полученные от капитана подарки и гонорары смог окончить университет Макгилл; иногда дядя водил его в книжный магазин и оплачивал любые желания. Из четырёх племянников Роберта двое стали врачами, один инженером и один — юристом. Отчасти, многочисленные эксперименты Бартлетта объяснялись необходимостью зарабатывать во время «великой депрессии». Он соглашался на публичные выступления, но считал, что гонорары были «смехотворно низкими», так, за выступление в женской школе о «затерянной земле эскимосов» капитан получил 50 долларов. Однажды он был вынужден просить у устроителей его лекций в Чикаго оплатить ему обратную дорогу в Бригус. В Королевском канадском банке в 1939 году на счету капитана хранилось всего 47 долларов. Со временем число приглашений увеличилось, хотя лекции никогда не были стабильным и постоянным источником заработка. Например, в 1937 году капитану платили от 150 до 200 долларов за выступление, 25 % которых полагались его агенту. Удалось заключить рекламный договор с фирмой «Remington Arms», продукцией которой Бартлетт действительно пользовался. Ещё в 1940-е годы имя Бартлетта помещали на коробки «Завтрака для чемпионов» фирмы «Wheaties».
В сезон 1933 года Бартлетт на «Эффи Моррисси» добрался до Иглулика. В тот год капитан вновь работал по заданию Музея американских индейцев, научным отрядом руководил Джуниус Бирд. Оказалось, что в этих местах вообще не ощущалось влияния западной цивилизации, а местные эскимосы пользовались каменными орудиями и не знали европейских изделий. Во время экспедиций Бартлеттом были доставлены первые полные чучела нарвалов (за три экземпляра он получил 400 долларов), отпрепарированные скелеты и гипсовые слепки, привезены для зоопарков десятки живых овцебыков, моржей и белых медведей, а также множество препарированных голов, шкур, и прочего. Роберт Бартлетт отмечал в дневнике сокращение биоразнообразия в Арктике. Так, ещё в 1926 году он заметил, что снабжение экспедиции мясной пищей не было столь лёгким делом, как в 1898 году. Заметил он также вымирание эскимосского кроншнепа, который в дни его детства ещё был промысловой птицей, а также повсеместное исчезновение колоний гаг из-за охоты на их пух и яйца. Однако судя по всему, Бартлетт искренне не понимал, что Пири и он сам сыграли существенную роль в истреблении крупной дичи в заполярных регионах, когда забрасывали в высокие широты десятки людей и сотни ездовых собак, снабжая их «от земли».
В летний сезон 1935 года Бартлетт на «Эффи М. Моррисси» отплыл, имея на борту детей миллионеров, которые должны были почувствовать вкус «настоящего мужского дела». При подходе к Бригусу 24 августа шхуна попала в ураган необычайной силы, когда ветер достигал скорости 85 миль в час. Бартлетт игнорировал предупреждения по радио и призывы матери переждать бурю на суше, отговариваясь тем, что обещал вернуть своих стажёров к 1 сентября в Нью-Йорк. В результате ему пришлось в очередной раз доказывать надёжность конструкции и мореходные качества шхуны и своё искусство судоводителя: судно не было повреждено, все потери ограничились двумя разорванными парусами, никто не был даже ранен. В ту же ночь на маршруте Бартлетта потерпели крушение ещё три судна, были погибшие. Со многими молодыми стажёрами капитан долгое время переписывался, его даже приглашали на свадьбы и крестины. Последние поездки состоялись в 1939 году (девять студентов престижных колледжей возложили венки к памятнику Пири на мысе Йорк в Гренландии) и 1940 году.
Вплоть до 1940 года ежегодные экспедиции Бартлетта спонсировались научными обществами и институтами США для сбора биологических и этнографических материалов.

### На службе американского правительства. Кончина

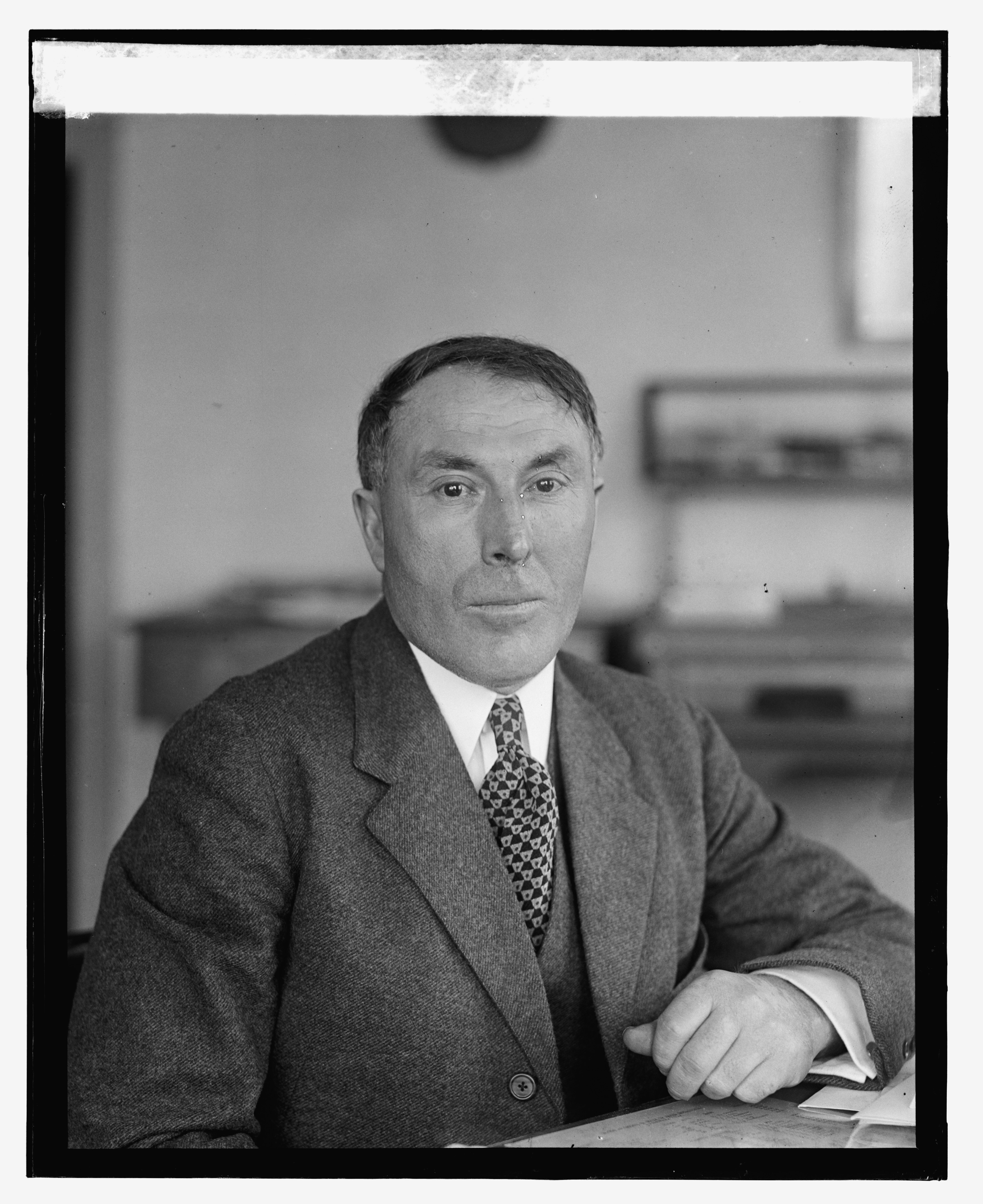
Роберт Бартлетт в 1923 году. Фото из коллекции Библиотеки Конгресса

В 1940 году, когда в Европе шла Вторая мировая война, американское правительство направило комплексную арктическую экспедицию для разведки воздушных трасс и подходящих мест базирования авиации на территории островов Элсмир, Гренландия и Исландия. Бартлетта отправили в Северо-Западную Гренландию, примерно в те же широты, где он побывал с Пири в 1909 году. Выполнив задание, Роберт, судя по переписке, стал задумываться об отставке: ему исполнилось 65 лет, он владел большим состоянием и недвижимостью и был уважаемым в Бригусе человеком. Однако в 1941 году «Эффи М. Моррисси» была мобилизована военным ведомством США в качестве судна снабжения в Гренландии. Сам Бартлетт не подлежал призыву по возрасту, но согласился пойти добровольцем, как и его родня и постоянные члены экипажа из Бригуса. Военные экспедиции были тяжелы, поскольку проходили в сезон от апреля до середины октября или начала ноября. Судовой журнал и дневник Бартлетта были полны критических замечаний по адресу флотского начальства, действия которого казались ему расточительными и неэффективными. Однажды он прямо задал в дневнике риторический вопрос (в стихотворной форме): «Интересно, стоит ли за победу… бороться?» (I wonder if winning… is worth fighting for?). Зимой шхуна базировалась в Нью-Йорке, а капитана поселили в отеле «Мюррей». Жалованье позволило ему удовлетворять культурные запросы: он продожал вырезать и наклеивать стихи из журналов в свой дневник, полюбил поэзию Вордсворта, с удовольствием читал романы сестёр Бронте и Джейн Остин, посещал концерты Рахманинова в Карнеги-холле, и регулярно пользовался библиотекой Клуба исследователей. Знавшие Бартлетта люди отмечали, что он помнил все мало-мальски значительные отчёты о полярных экспедициях едва ли не наизусть.
В 1942 году команда Бартлетта должна была доставить оборудование и персонал двух военных баз (Grystal One и Grystal Two) в Гудзонов пролив и залив Унгава. Выполнив задание с большим риском (глубины были очень малы), Бартлетт пошёл во Фробишер-Бей, который тогда ещё не был картографирован, и с помощью эхолота промерил фарватеры и составил лоцию. В 1943 году Бартлетт обеспечивал снабжение работ в проливе Фладсона, а в 1944 и 1945 годах был направлен на восток и запад Гренландии для смены экипажа американских баз, которые тогда ещё не снабжались воздушным путём. Во время войны, в 1943 году, скончалась Мэри Джемайма Бартлетт — мать Роберта. Он сам находился в плавании, а после возвращения однажды выразил сожаление, что она никогда не встречалась с Робертом Пири.
После окончания войны «Морисси» была демобилизована, однако зиму 1946 года капитан по привычке провёл в Нью-Йорке. Его репутация была так велика, что ресторан отеля, где он жил, нанял повара, чтобы тот подавал завтрак Бартлетту в шесть утра, когда тот привык вставать. В журнале «National Geographic» была опубликована статья 70-летнего моряка об авиабазах в Арктике (номер вышел уже после кончины Бартлетта). В апреле, накануне начала сезона Бартлетт простудился, но поначалу не воспринимал заболевание всерьёз. Его племянник Джеймс Дав, медик по профессии, поставил дяде диагноз «пневмония» и настоял на немедленной госпитализации. Через три дня, 28 апреля, Роберт Абрам Бартлетт скончался. Его сестра Элеонора, получив телеграмму из Нью-Йорка, попыталась вылететь самолётом, но погода была нелётной и она не успела застать его в живых. Племянник Энджел, срочно прибывший из Монреаля, решил отвезти тело в Бригус, в поезде к нему присоединился младший брат покойного Уилл Бартлетт, который и занялся погребением. Заочное отпевание капитана Боба провели в методистской церкви на Парк-авеню, присутствовали 700 человек, включая Мэтью Хенсона и Вильялмура Стефанссона, и восьмерых других членов Клуба первопроходцев. В прессе были опубликованы многочисленные некрологи, авторы которых иногда даже не упоминали, что он был уроженцем Ньюфаундленда (который в то время был отдельным британским доминионом), и всю жизнь ходил на судах, приписанных к родным местам, с экипажами из земляков. В некрологе, опубликованном Американским географическим обществом, утверждалось, что известия о кончине Бартлетта стали «шоком». В некрологе, помещённом в газете «The New York Times» отмечали, что его ежегодные путешествия в Арктику «были подобны поездке за город», и всячески подчёркивался «звёздный» статус покойного и его авантюрный склад характера. В Канаде его кончина была проигнорирована.

## Память

### Награды
Роберт Бартлетт был удостоен многих общественных и государственных наград:
- Медаль Пири[англ.], учреждённая Конгрессом США в честь достижения Северного полюса (1945)[134].
- Медаль Чарльза Дэли[англ.] Американского географического общества (1925)[134].
- Памятная медаль Королевского географического общества (1910).
- Медаль Клуба первооткрывателей (1909).
- Медаль Географического общества Филадельфии (1909).
- Медаль Географического общества Италии (1910).
- Медаль Хаббарда как человеку, ближе всех подобравшемуся к Северному полюсу (1909).
- Медаль Гарвардского клуба путешественников за исследования Арктики (1914).
- Награда Королевского географического общества вернувшимся из путешествия на «Карлуке» (1914).
- Почётная степень магистра Боудин-колледжа (1920)[135].
- Почётный бойскаут[англ.] (1927)[Прим. 10].

В 1969 году капитан Бартлетт был включён в список лиц национального исторического значения Канады.

### Историография

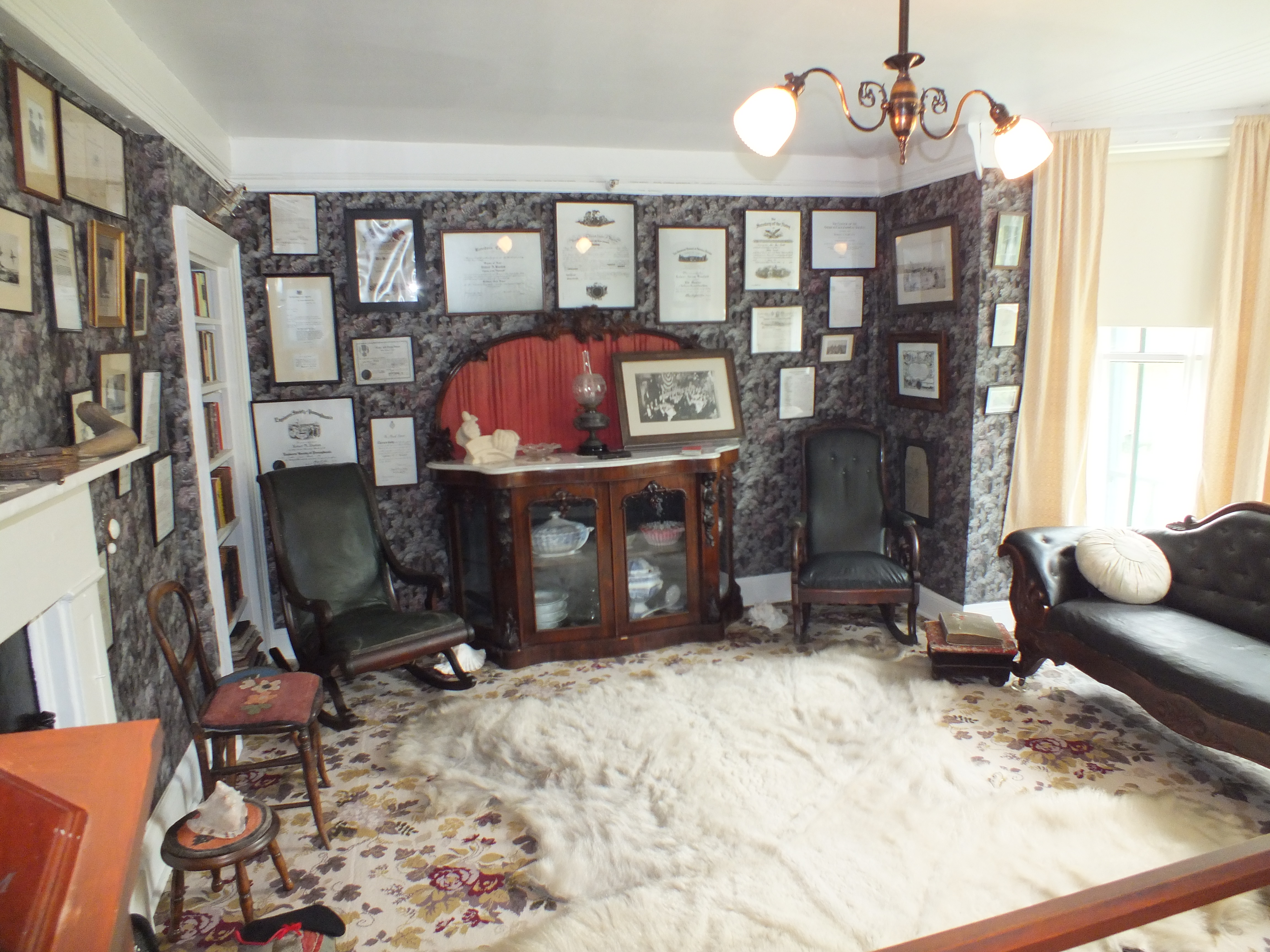
Гостиная в Готорн-Коттедж

Первая биография мореплавателя была опубликована в 1977 году писателем Гарольдом Горвудом под названием «Бартлетт: великий канадский путешественник». Главной его задачей было показать канадским соотечественникам важность достижений полярного капитана. В 2018 году канадская исследовательница Мора Ханрахан представила новую книгу «Освобождённый человек: арктическая жизнь капитана Роберта Бартлетта», которую рецензент назвал «главной биографией». В рецензии Джеймса Кэндоу (отставного сотрудника «Парков Канады») показано, что Ханрахан сделала акцент на критической оценке роли Бартлетта в «первооткрывательских» рекордах, продемонстрировала его приверженность расизму, сексизму и классовому разделению. Пассажи, посвящённые последним предметам, названы «мелочными и преувеличенными», хотя объяснялись попыткой пересмотреть «культовый» статус Бартлетта на его малой родине в Ньюфаундленде. Также критиковалось пристрастие биографа к домыслам и «любительскому фрейдизму» при попытке реконструкции личности. Дж. Кэндоу отметил, что биография М. Ханрахан может использоваться только дополнительно к «канону» Горвуда, ввиду наличия существенных ошибок и умолчаний. В рецензии политолога Даниты Бурк (Университет Южной Дании) также подчёркивается идеологический посыл биографии Ханрахан, посвящённой «изучению колонизаторов» через деконструкцию биографии одного из них. При этом достоинства книги также неоспоримы, особенно того, что касается контекста деятельности Бартлетта и его взаимоотношений с Пири и Стефанссоном, отношений в семье. Д. Бурк также отмечала склонность автора к неподтверждённым заявлениям, например, одновременным намёкам на гомосексуальность Бартлетта и наличие у него внебрачных детей, или объяснения «параноидной секретностью» интровертного склада личности моряка. Ханрахан также порицается за то, что описывает биографию Бартлетта как «постыдную», поскольку он одобрял «бремя белых» и «цивилизование» коренных народов. Идеологизированность также сказывается в попытках очернить деятельность Бартлетта-писателя, который, якобы, использовал «литературных негров», хотя никаких прямых доказательств тому не приводится, более того, как минимум однажды заявляется нечто противоположное.
Исследовательница Дженис Кейвелл (Общество Хаклита) особо рассмотрела острые разногласия историков полярных экспедиций относительно качества руководства Стефанссона и Бартлетта, и степени их вины в крушении «Карлука» и гибели одиннадцати полярников. Выясняется, что в основном позиция исследователей основана на предпочтении позиции Бартлетта или Стефанссона, выраженной в их опубликованных трудах и дневниковых записях. Сама Дж. Кейвелл прямо утверждает, что экипаж был набран случайным образом, а экспедиция была плохо подготовлена и располагала негодным кораблём, и ответственность за это в равной степени несут как Стефанссон, так и Бартлетт. Подобную же критику высказывали Роберт Вальц и Дэвид Энгл.

### Дом-музей
Семейный дом Бартлеттов в 1978 году был включён в список национальных исторических мест Канады, а в 1987 году племянник Роберта — глава Верховного суда Ньюфаундленда Руперт Бартлетт — передал дом с его содержимым в дар нации, отдав под управление «Парков Канады». После реставрации в 1995 году дом-музей был открыт для публики. В нём сохраняется более 3500 семейных реликвий, а также документы и вырезки из прессы, которые целенаправленно собирала мать Роберта Бартлетта. В доме также имеется коллекция картин Рокуэлла Кента, творчество которого ценила Мэри Джемайма Бартлетт.

### Прочее
В 1933 году в честь капитана был назван вид фораминифер Elphidium bartletti, образцы которых он привёз из одного из арктических плаваний.
В 1969 году имя Бартлетта получило вспомогательное судно CCGS Bartlett береговой охраны Канады. В 2009 году Бартлетт был изображён на 54-центовой почтовой марке.

## Публикации
- Bartlett R. A., Hale R. The last voyage of the Karluk : flagship of Vilhjalmar Stefansson's Canadian Arctic Expedition of 1913-16. — Toronto : McClelland, Goodchild & Stewart Publ., 1916. — 329 p.
- Bartlett R. A. The log of Bob Bartlett : The true story of forty years of seafaring and exploration. — New York & London : G. P. Putnam's Sons, 1928. — xii, 352 p.
- Bartlett R. A. Sails over ice : Account of author’s arctic voyages in schooner Effie M. Morrissey, 1925—33. Includes account of building of memorial to R.E. Peary at Cape York, northwest Greenland, 1932 / with a foreword by Lawrence Perry. — New York, London : C. Scribner's Sons, 1934. — xii, 301 p.
- Бартлетт Р. Последнее плавание «Карлука» / Сокр. пер. с англ. В. А. Дилевской. — Л. : Изд-во Главсевморпути, 1936. — 191 с. — (Полярная библиотека).

### Комментарии
1. ↑  Роберт Пири отдельно упоминал, что на зимовке в Арктике «Бартлетт иногда… полушутя, полусерьёзно давал своим товарищам советы по части этикета, напоминая о том, что придёт время, и они вернутся в цивилизованный мир, а потому надо следить за собой и не распускаться»[8].
2. ↑  По натуре Бартлетт был ярко выраженным одиночкой. Ближайшими ему людьми в течение всей жизни оставались мать и младший брат Уильям, с которыми он переписывался еженедельно или даже каждый день. На суше Роберт, как правило, избегал компаний; будучи интровертом, не любил светских бесед и пустого времяпрепровождения[21]. По всей видимости, он никогда не общался с женщинами, если только они не были родственницами; вероятно, в молодости он был помолвлен с дальней родственницей, но до брака дело не дошло. Биограф М. Ханрахан утверждала, что с ним флиртовали случайные знакомые или даже матери его стажёров во время экспедиций, но Бартлетт не подпускал их близко. Слухи о его гомосексуальности стали появляться через много лет после кончины капитана[22].
3. ↑  Дженис Кейвелл утверждала, что Стефанссон с самого начала предполагал использовать дрейфующее судно для открытия полярного континента, достижения Северного полюса и восточного побережья Гренландии. Для Т. Педерсена степень риска была неприемлемой, тем более, что «Карлук» конструктивно был ещё менее приспособлен к решению таких задач, чем «Жаннетта»[53].
4. ↑  Роберт Бартлетт откровенно сравнивал Стефанссона с Пири, и считал, что Вильялмуру «не хватало истинной мужественности». Все сравнения с «великим Пири» неизменно оказывались не в пользу канадца, хотя тот всеми силами пытался найти с Бартлеттом общий язык[63].
5. ↑  Барон Эвальд-Эдуард-Людвиг-Отто фон Клейст (по-русски Эвальд Вильгельмович; 14 августа 1882 — после 1921) — мичман (1902), лейтенант (1906), участвовал в Русско-японской войне на миноносце «Скорый», имел ряд боевых наград. С 1910 года состоял в запасе, с 1915 года — на Черноморском флоте. В 1911—1914 годах — начальник Чукотского уезда Камчатской области[87][88][89].
6. ↑  Дженис Кейвелл утверждала, что ей не удалось найти документальных подтверждений проведения такого расследования. Напротив, в переписке Бартлетта и Андерсона 1922 года присутствовала досада, что из-за войны никаких официальных процедур по делу «Карлука» не проводилось[94].
7. ↑  26-летний Руперт Бартлетт был убит снайпером 30 ноября 1917 года во Франции, в Монши-ле-Пре. Льюис Бартлетт заразился в Ираке сибирской язвой[96].
8. ↑  Бартлетт был гурманом и в 1922 году принял участие в проекте «The Stag Cook Book: A Man’s Cook Book for Men», где 100 знаменитых американцев, включая Гарри Гудини и Чарли Чаплина, представили свои заветные кулинарные рецепты. Бартлетт описал метод приготовления свежей трески, запечённой на свином сале в дровяной печи, причём готовое блюдо надо есть непременно с огня деревянной ложкой[112].
9. ↑  Из-за скандалов с внебрачными детьми и широкого распространения венерических заболеваний у аборигенов Арктики Бартлетт следил за нравственностью своих подопечных. Этому служил и подбор команды из проверенных «чистых и богобоязненных» земляков[121].
10. ↑  В 1926 году Советом скаутов США было учреждено звание почётного бойскаута для американских граждан, «чьи достижения в области активного отдыха, путешествий и приключений носят настолько исключительный характер, что захватывают воображение мальчиков…». В список первых почётных скаутов в 1927 году были включены 18 человек, в том числе: Ричард Бэрд, Линкольн Эллсворт, Чарльз Линдберг и Орвилл Райт[136].